# Forme dans l'œuvre poétique de Robert Browning
Vous lisez un « article de qualité » labellisé en 2010.

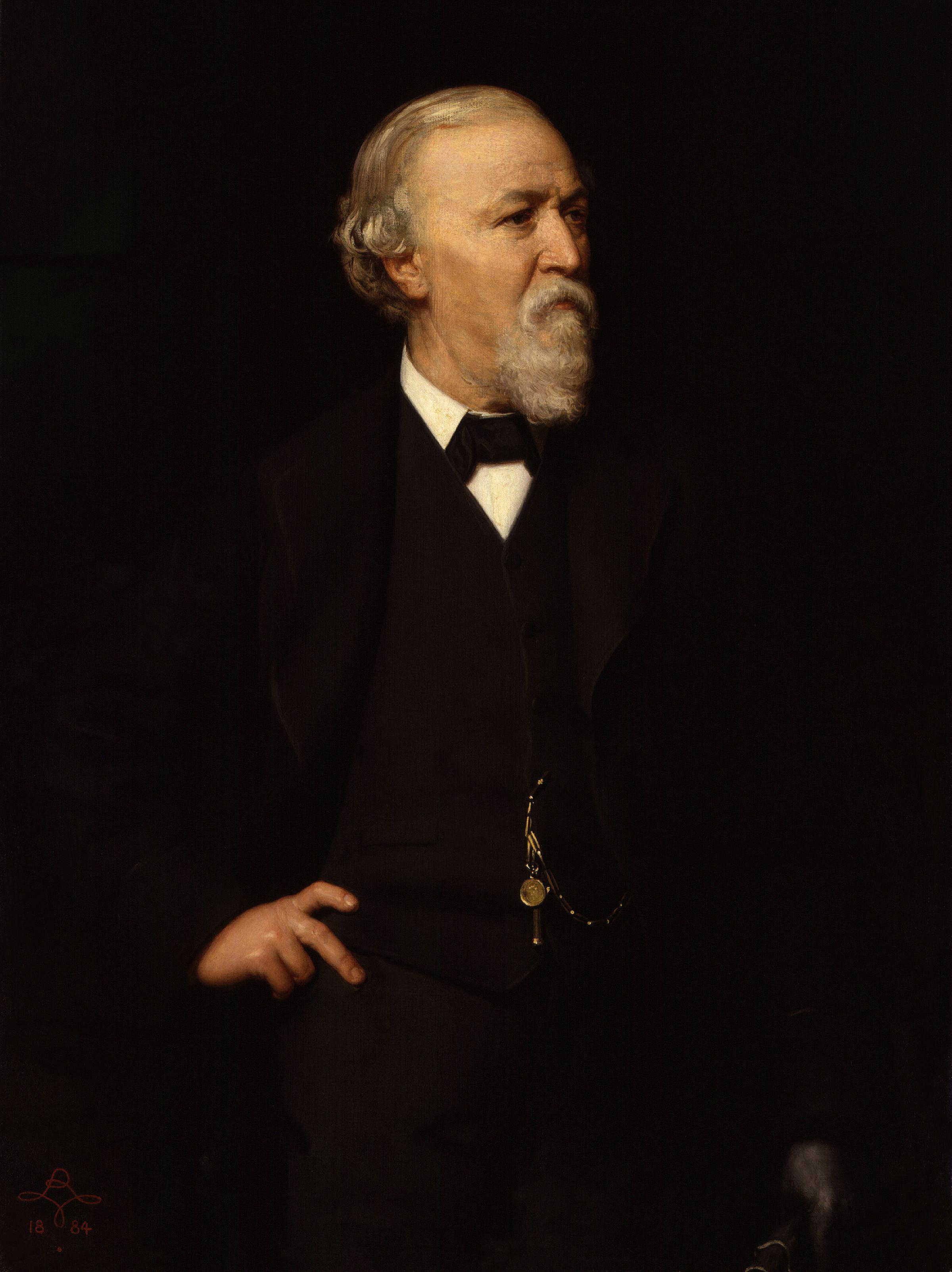
Robert Browning, peint par Rudolph Lehmann.

Analyser la forme dans l’œuvre poétique de Robert Browning (1812-1889) se heurte d’emblée à l’abondance du sujet : cette œuvre est ambitieuse, les recueils ainsi que les poèmes sont souvent longs (The Ring and the Book comprend plus de 20 000 vers et n’en connaît pas moins une grande popularité).
Le public a parfois été dérouté par l’originalité de la forme dans cette œuvre. Pendant longtemps, la critique s’est plutôt préoccupée de son sens ; aujourd’hui, en particulier avec les récents travaux d’universitaires français, entre autres, ceux de Charles Perquin, (université Lyon-II), de Fabienne Moine (université Paris-X-Nanterre), et de Yann Tholoniat (université Strasbourg-II), l’accent est, justement, mis sur la forme, c’est-à-dire tous les éléments du discours qui concourent, autant que le sens des mots, à l’élaboration de la pensée et de la transmission de cette pensée.
Les poèmes de Browning se présentent sous la forme de monologues dramatiques, avec un locuteur s’exprimant le plus souvent à la première personne et s’adressant à un allocutaire silencieux mais non inerte. Ainsi, comme l’a montré Yann Tholoniat, il s’agit d’une poésie tout entière fondée sur l’oralité.
En cela, elle se démarque de celle de beaucoup de ses contemporains, en particulier de celle de Tennyson, l’autre grand poète victorien, plus porté, lui, sur l’euphonie des vers. Théâtre de la voix, démarche ironique, obscurité voire hermétisme du discours, intertextualité externe et interne, foisonnement de l’imagerie et du symbolisme, attirance pour le grotesque, syntaxe idiosyncrasique, style de la langue parlée, ponctuation très étudiée, polyphonie des voix, versification dotée d’une fonction structurelle autant que d’accompagnement, tels sont les grands aspects de cette technique d’expression.

## Le monologue dramatique

### Choix du genre

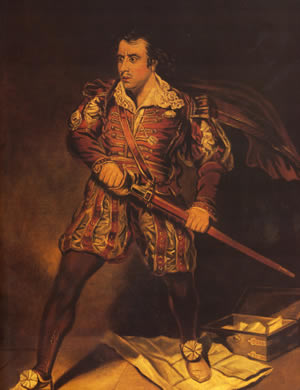
Edmund Kean, le grand acteur shakespearien.

Le monologue dramatique est le mode d'expression privilégié par Browning. Quelles ont été les influences ayant pu l'amener à ce genre ? Yann Tholoniat consacre la partie 7. 1 de son chapitre « La voix vive » à ce sujet. Il note d'abord l'attirance des grands poètes romantiques pour le théâtre, ce qui les a conduits, Blake excepté, à écrire pour la scène. De plus, leur amour de Shakespeare, servi par d'immenses acteurs tels que Edmund Kean ou William Macready, n'a fait que renforcer cette tendance, partagée par le jeune Browning. Autre évolution, note Yann Tholoniat, la mode d'une forme théâtrale en un acte, essentiellement représentée par Barry Cornwall, ami du poète, chez qui « la structure dramatique laisse une grande place à l'expression lyrique ». Enfin, Walter Savage Landor fascinait Browning, très admiratif des « Conversations imaginaires » où deux personnages dialoguent, Diogène et Platon, Milton et Marvell, l'un d'eux tenant souvent le rôle de Socrate dans les dialogues de Platon (rappel d'une opinion commune, relance de l'exposé).

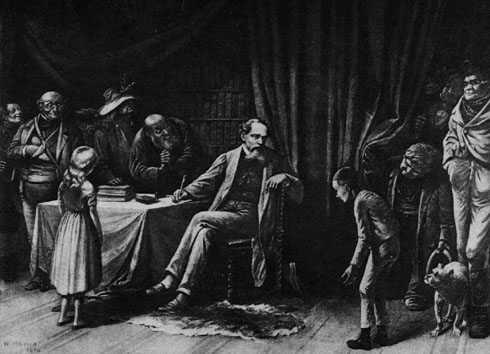
Dickens recevant ses personnages, par William Holbrook Beard.

D'autre part, dans les années 1840, Browning, découragé par son échec au théâtre, reste attaché à ce qu'il appelle le « principe dramatique » (« Avertissement » au recueil de Dramatic Lyrics de 1842). Son personnage public, selon divers témoignages, était très théâtral, avec des allures de dandy, des talents d'orateur, une voix puissante.
Comme Dickens, il pratiquait la lecture publique de ses œuvres avec une mise en scène de la voix fort impressionnante. Plusieurs témoignages en font foi, Katherine Bronson qui souligne la simplicité « virile » et le caractère direct de sa diction, ou encore Max Müller qui en mentionne le naturel, la flexibilité, les nuances. Selon une spectatrice, sa lecture de Saul était remplie d'émotion, la voix s'éteignant vers la fin et gardant un long silence après qu'il eut reposé le livre sur la table. Enfin, lors de ses lectures de The Ring and the Book, la section consacrée à Pompilia mettait des larmes dans sa voix, larmes que partageaient les auditeurs.
Il n'est donc pas étonnant qu'après Pauline, il écrive de ses poèmes qu'ils sont de petits drames dont il est le metteur en scène : « Amie, tu m'as vu réunir des hommes et des femmes, / Morts ou vifs, ou façonnés selon ma fantaisie, / Faire entrer chacun et tous, me servir de tous, / Parler par chacune de ces bouches, - le discours, un poème » (One Word More, v. 129-132). En cela, Browning suit une évolution caractéristique du XIXe siècle, celle du décloisonnement des genres et de l'apparition de formes hybrides. Dans l'Après-midi d'un faune (1876), Mallarmé choisit ce qu'il appelle le vers « scénique », « non possible au théâtre, mais exigeant le théâtre, [un vers que] j'adapte au drame », lettre à Henri Cardin, juin 1865.
Tout cela invite à prendre au sérieux les déclarations de Browning sur le sujet et à considérer que sa poésie est avant tout une « dramaturgie de la voix », mise en valeur par une véritable orchestration polyphonique. Comme son nom l'indique, la polyphonie est, selon Roland de Candé, « l'émission simultanée de plusieurs sont de hauteurs différentes ». Cependant, dans le vocabulaire musical courant, le terme s'applique à la superposition de lignes mélodiques, ou voix, particulièrement développée du XIIe siècle au XVIe siècle. Le plus grand polyphoniste fut sans doute Giovanni Pierluigi da Palestrina, musicien de la Renaissance, né à Palestrina (Praeneste) près de Rome en 1525 ou 1526, mort le 2 février 1594 à Rome, alliée à une « scénographie de l'oralité ».

### Espace et temps
Walter Pater écrit de la poésie de Browning que c'est « une poésie de situations », c'est-à-dire faite d'espace et de temps.

#### L'espace

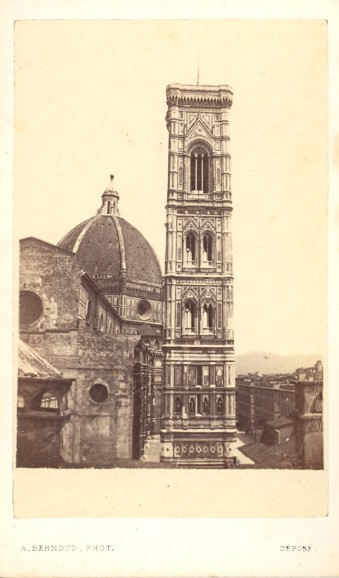
Florence, dôme et campanile, années 1860, par Alphonse Bernoud.

L'espace se construit d'abord par les noms de lieux, les compléments de lieu, les objets. Ainsi Two in the Campagna, d'emblée situé dans la campagne entourant Rome, Master Hugues of Saxe-Gotha, évidemment en Saxe ; de même, quoique sur l'étroite scène où se joue le monologue, le geste du duc dans My Last Duchess, accompagnant son « Et la voici en pied » (avec l'emploi du déictique There dans There she stands) ; ou le « florin » de Fra Lippo Lippi (v. 28) connotant aussitôt Florence.
Parfois, l'espace est un huis clos : l'île de Caliban (Caliban Upon Setebos), un balcon (In a Balcony), une gondole (In a Gondola) ; ce huis clos peut être celui d'une conscience « comme assiégée de l'extérieur » (Porphyria's Lover, Soliloquy of the Spanish Cloister, Johannes Agricola in Meditation). Il arrive que ces deux formes de huis clos alternent au sein d'un même poème (Saul, By the Fireside). Un bon exemple de cette technique est à trouver dans Porphyria's Lover où la tempête des éléments en furie commence par enserrer la chaumière, puis, lorsque se ferme la porte, s'en vient subrepticement habiter l'esprit dérangé du locuteur. De même, dans Andrea del Sarto, l'espace intérieur (la conscience d'Andrea) cohabite avec l'espace extérieur (la vue depuis la fenêtre et l'appel du cousin, v. 35-45), la grisaille de l'automne extérieur se faisant métaphore de l'assombrissement intérieur du peintre timoré et bafoué.

#### Le temps
Le temps utilisé dans les monologues dramatiques est le présent, parfois renforcé par un adverbe de temps. Le procédé alors employé est l'épanadiplose, c'est-à-dire, selon la définition de Du Marsais, « ce […] qui se fait lorsque, de deux propositions corrélatives, l'une commence et l'autre finit par le même mot ». Ainsi, The Laboratory est encadré par le même now (v. 1 et 45). Tout comme l'espace est limité, le temps se trouve concentré, enchâssant un épisode dramatique laissant voir des « âmes en peine à un moment bien particulier ». Ce moment dramatique concerne une crise dont le locuteur est conduit à parler hic et nunc de façon compulsive. Celui de Prince Hohenstiel-Schwangau appelle cela un revealment of myself (v. 22), « une révélation de soi » : le choix de revealment, ici, et non de revelation montre qu'il s'agit d'une poussée intérieure et non d'un éclaircissement imposé de l'extérieur.
Il existe presque toujours un décalage entre le temps de l'énonciation et le temps de l'événement, mais il « tend à s'annuler dans les monologues dramatiques ». Bernard Brugière, analysant dès 1979 ce phénomène, écrit que l'énonciateur « nous restitue dans son actualité même le kairos (καιροσ), le moment-épiphanie, l'instant extatique (Abt Vogler), tantôt il nous le raconte au passé, […] à travers une épaisseur de durée comme l'objet d'une mémoire introspective chargée de soupeser, d'évaluer ses conséquences […] sur le futur, soit d'une manière positive (By the Fireside) […], soit de manière négative (Dis Alter Visum) ». À cela Yann Tholoniat ajoute que le monologue « tisse également un réseau de temporalités dans le discours du locuteur ». Ainsi, par exemple, l'usage de l'impératif présent peut indiquer une péripétie ou une crise : « Ne nous querellons plus, ma Lucrezia » (Andrea del Sarto, v. 1), « Tiens-toi tranquille, toi le vrai poète ! » (Popularity, v. 1).

### Les didascalies
Au théâtre, une didascalie est une indication scénique, donnée par l'auteur, qui peut concerner les entrées ou sorties des personnages, le ton d'une réplique, les gestes, les mimiques, etc. La liste des personnages au début de la pièce, les indications d'actes et de scènes, le nom des personnages devant chaque réplique, font partie des didascalies.
Le monologue dramatique comporte, comme les pièces de théâtre, ses didascalies ; elles sont de deux ordres : celles concernant l'énonciation immédiate de l'auteur, les didascalies externes, et celles relevant de l'énonciation médiate du locuteur, les didascalies internes. Les didascalies externes comptent le titre, la liste des personnages, l'organisation de l'intrigue en phases distinctes, le contexte d'énonciation, les postures ; les didascalies internes concernent ces mêmes informations, mais transmises par l'énoncé du ou des personnages, « indications scéniques […] tirées du dialogue par déduction », paroles, gestes. Yann Tholoniat mentionne aussi les « didascalies mixtes ou phoniques », à la fois partie du discours auctorial et de l'énonciation des personnages, en particulier, la ponctuation, la métrique et « divers autres phénomènes suprasegmentaux ».
Dans la mesure où le monologue dramatique de Browning est à lui seul responsable de la représentation imaginaire, construisant son propre référent, les didascalies constituent « des messages autonomes qui commentent l'exercice de la parole, participant au décodage et au réencodage de l'information ». Ainsi, le titre By the Fireside évoque à lui seul une veillée, ce qui présuppose une intimité que le corps du poème confirmera (didascalie externe) ; le début de Fra Lippo Lippi identifie d'emblée l'allocutaire, le chef du guet qui vient d'arrêter le moine au sortir d'un bordel (didascalie interne). Les blancs et ce qui s'y superpose, la typographie et la ponctuation, fabriquent des arrêts, des relances (didascalie mixte). Dans In a Gondola, ce balancement typographique, visible à l'œil sur la partition du poème, mime, dans une certaine mesure, par les pauses et les relances de la parole, celui de la gondole (v. 19-20, 99-100, 119-120, etc.).

### Le théâtre du locuteur

#### La mise en scène
Connu par ses seules paroles, metteur en scène de son discours, le locuteur de Browning construit lui-même son univers. Dans Soliloquy of the Spanish Cloister, le moine fait connaître, en les singeant, les réparties de son supposé ennemi Frère Lawrence, dont on ne sait si elles sont authentiques ou inventées. Caliban, dans Caliban Upon Setebos, assume plusieurs rôles ; il se donne la parole (« Que l'exubérante parole fleurisse en discours ! », v. 15), il joue aussi à être Setebos : « Je fais le cri que ne peut faire mon créateur / Avec sa grande bouche ronde ; c'est par la mienne qu'il soufflera ! », v. 123-125. Ainsi, ces locuteurs sont des personæ, des masques, quitte à en revêtir d'autres au cours de leur passage sur la scène imaginaire, ce qu'indique Browning dans Red Cotton Night-Cap Country (1873) : « […] les masques / Qui apparaissent dans cette petite histoire », v. 3993.

#### Le rôle du lecteur

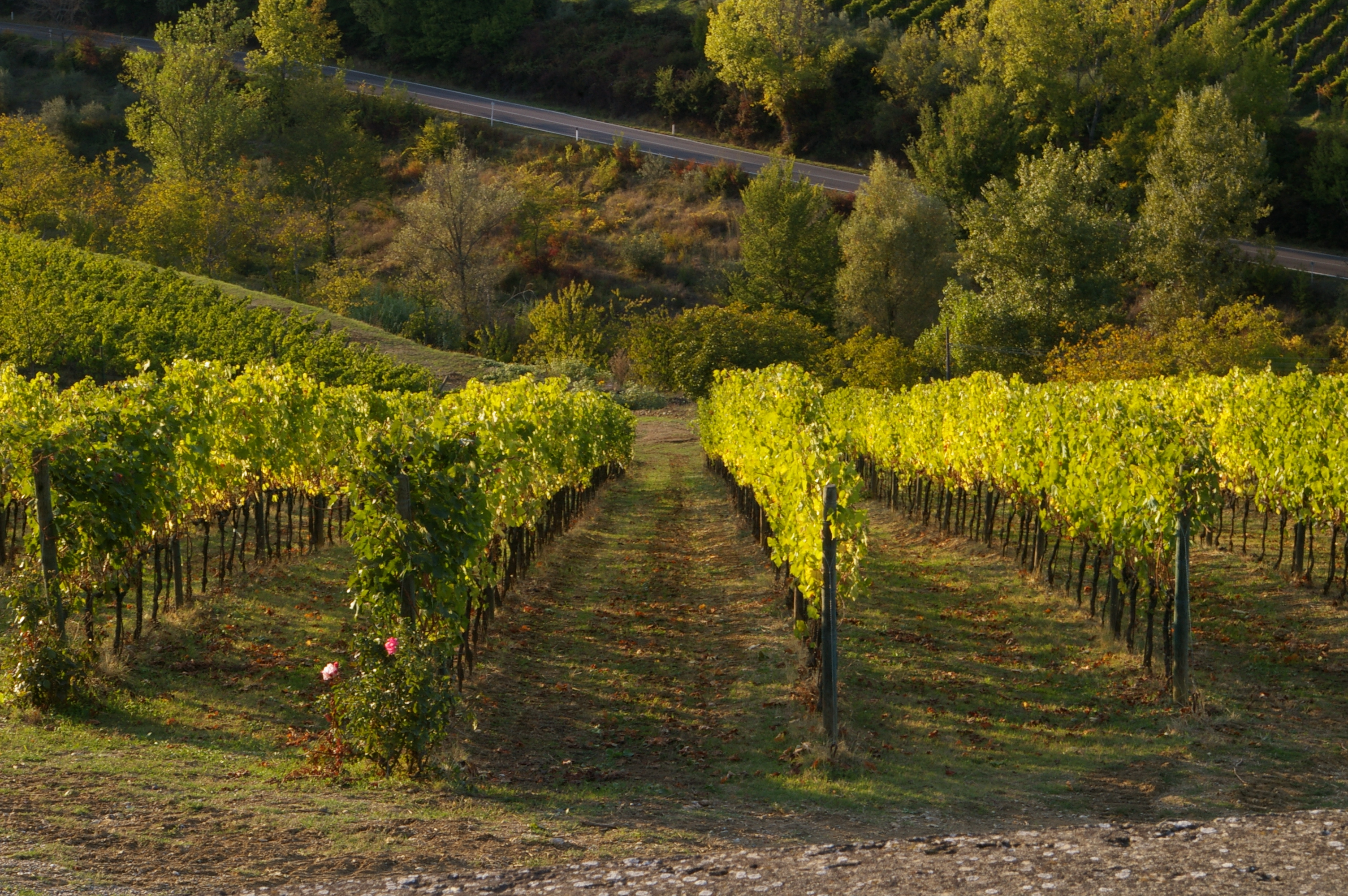
Route du Chianti en Toscane.

Dans ce théâtre de la communication, le lecteur est amené à jouer un rôle essentiel. C'est lui, par exemple, sur lequel compte le poète pour construire le décor, en coopération avec le locuteur. Sans sa culture préalable, en effet, le monologue resterait une carcasse vide. Lorsque Fra Lippo Lippi mentionne la maison de Cosimo di Medici, v. 17, puis les moines Camaldolese, ses confrères artistes, tour à tour Giotto, Fra Angelico, Lorenzo Monaco, Masaccio (désigné par le surnom Hulking Tom - voir plus loin), alors l'Italie, Florence, une ou des écoles de peinture, des tableaux, le carnaval (v. 46), voire le Chianti (v. 339) font irruption dans les mémoires nourries de références historiques et même touristiques. Il existe donc deux niveaux d'information : les éléments nouveaux que le lecteur apprend, comme les démêlés de Fra Lippo Lippi avec la police, avec sa hiérarchie ; la trahison de Lucrezia dans Andrea del Sarto ; le désir du berger dans Love Among the Ruins..., tout cela s'appuyant sur un substrat virtuel (c'est le second niveau), qui ressurgit à chaque lecture.

#### Les objets
De même, les objets, au départ de simples mots, se font signes, comme dans le théâtre. Ainsi, dans My Last Duchess, l'envoi : « Voyez ce Neptune, cependant, / Domptant un cheval marin. Pièce d'exception, pense-t-on, / Que Claus d'Innsbruck a coulée dans le bronze pour moi ! » a valeur de symbole. Cette sculpture est jetée aux yeux de l'allocutaire et du lecteur comme un rappel comminatoire du désir d'omnipotence du duc Ferrara. D'une façon identique, la statue et le buste de The Statue and the Bust « deviennent des simulacres symboliques de l'identité de leur commanditaire ». En ce sens, ils agissent, selon la formule de Roland Barthes, en « médiateurs de culture […], producteurs de fantasmes tout aussi actifs que les situations ».

#### Le regard et les gestes
Enfin, selon la liste établie par Yann Tholoniat en 7. 4. 3 de son ouvrage (2009), les gestes participent eux aussi à l'élaboration du sens. Le plus souvent, ils nuancent, amplifient ou minimisent la parole, ou alors expriment ce qu'elle ne peut pas dire. D'ailleurs, il arrive que les locuteurs eux-mêmes mettent leur rôle en avant, le plus souvent à égalité avec la parole et le regard : ainsi, dans An Epistle Containing the Strange Medical Experience of Karshish, the Arab Physician, on trouve les trois éléments associés au vers 162 (While a word, gesture, glance) ou, dans Fifine at the Fair (1872), v. 1490, […] plain in gesture, look and voice, ou encore dans Jocoseria (1883), Earnest word, look and gesture?

### La parabase et la prosopopée

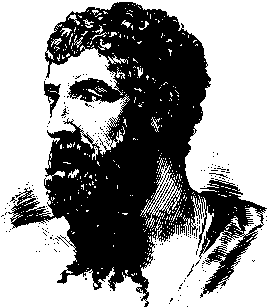
Aristophane, portrait imaginaire moderne.

C'est encore Yann Tholoniat qui a exploré ces pistes conduisant à la compréhension de l'oralité browningienne, expliquant que le poète, nourri des classiques grecs et latins, et plus particulièrement attaché à Aristophane auquel il consacre un long poème en 1875, Aristophanes' Apology, « a recours à deux procédés propres au théâtre antique, la parabase et la prosopopée ».

#### Parabase
D'après l’Encyclopædia Universalis, la parabase « est une partie de la comédie grecque où l'auteur s'adresse directement au public, par la bouche du coryphée qui apostrophe les spectateurs, pendant que le chœur se range au bord de la scène. Le sujet de la parabase n'a rien à voir avec l'intrigue qui, ainsi interrompue, reprendra son cours après l'exposé du coryphée ». Browning mentionne lui-même le procédé dans son poème Aristophanes' Apology (Including a Transcript from Euripides, Being the Last Adventure of Balaustion) (1875). Il y fait s'écrier Aristophane : « La parabase ! / Eh, je vous demande pardon, là aussi, j'ai fait avancer la réforme », (v. 1098-1099). Yann Tholoniat indique que Browning utilise la parabase quand « il semble s'adresser au lecteur dans les épilogues des poèmes ». Ainsi The Statue and the Bust, dans lequel une coda interpelle le lecteur : « How strive you. De te, fabula » (« Et toi, où en es-tu ? De te, fabula »). Dans One Word More, le poète prend la parole en personne : « Pour une fois que je parle ici en mon nom propre », (V. 137), « mise en scène de soi, écrit Yann Tholoniat, qui ne va pas sans quelque auto-ironie ».

#### Prosopopée
À propos de la prosopopée, l’Encyclopædia Universalis précise que le terme est forgé sur prosôpon, « ce qui se tourne vers, se présente à (pros) la vue (ôps) », donc la face, le front, le visage, puis la personne, et même le masque, et sur poieïn, « faire », « fabriquer ». La prosopopée fait parler un mort par exemple, donc lui donne visage, tel Fabricius dans le Discours sur les sciences et les arts de Rousseau, ou une allégorie, comme la Patrie, par la bouche de qui Cicéron adjure l'ennemi public dans la première Catilinaire ».
Un poème comme Fra Lippo Lippi, dans lequel prolifèrent les discours enchâssés, est un « enchevêtrement de prosopopées ». D'abord, le moine se donne à entendre « tel qu'il se pense et tel qu'il veut se montrer ». Puis, les citations abondent, dont des auto-citations ; les dialogues avec le Prieur se voient énoncés en style direct, les dires de l'allocutaire, en l'occurrence le chef du guet, se placent à égalité avec ceux du locuteur, en un étrange processus de mystification narrative conduisant le lecteur à oublier qu'il entend le seul discours du moine. Les deux hommes se présentent l'un l'autre : « Ah donc, tu connais tes maîtres ? […] Oui, c'est moi le peintre, comme tu me décris » (Aha, you know your betters? […] Yes, I'm the painter, since you style me so, v. 39). Reproduits en discours rapporté, les frères du couvent sont singés, le supérieur est mis sur scène avec ses hésitations, ses approximations, l'embrouillamini de sa pensée : « [L'âme], c'est du feu, de la fumée… non c'est pas ça… / C'est de la vapeur, troussée en nouveau-né ». Tant et si bien, écrit Yann Tholoniat, que « les limites entre les voix se brouillent ». Alors, l'auteur disparaît derrière cet amas de personæ, comme si, pour un temps, il avait délégué sa responsabilité au locuteur qui, lui-même, s'efface provisoirement derrière les personnages dont il parle. Il y a là comme une mise en abyme des voix qui se répercutent de l'une à l'autre, ainsi qu'une polyphonie dialogique au sens de Bakhtine.

### «Une rhétorique de la spontanéité» (Yann Tholoniat,op. cit., 2009,p.175)
Les poèmes de Browning regorgent de chansons, de calembours, de clichés, d'interjections, de lapsus, d'allusions, d'archaïsmes, de néologismes... De plus, érudit des auteurs de l'Antiquité, Browning « pratique à merveille les tropes de la rhétorique classique ». Certains sont récurrents, comme l'onomatopée (par exemple : Bang-whang-whang dans Up at the Villa, Weke, weke dans Fra Lippo Lippi, Gr-r-r- dans Soliloquy of the Spanish Cloister, ou encore le fol-lol-the-rido-liddle-iddle-ol! de Mr Sludge, The Medium), l'abréviation (Tomaso Guidi Masaccio désigné par le surnom Hulking Tom dans Fra Lippo Lippi) (il est à noter que Francis Scott Fitzgerald affublera de ce surnom, dans Gatsby le Magnifique (The Great Gatsby), l'encombrant Tom Buchanan, le mari de Daisy Fay), l'allitération (raucité de la voix dans Filippo Baldinucci on the Privilege of Burial : gruff the gutturals rolled, v. 368), l'allusion instauratrice d'une complicité (a certain Cosimo, v. 17, par laquelle Lippo Lippi intègre l'allocutaire et le lecteur dans son univers culturel), ou encore l'apposition et l'apostrophe, ce « discours parallèle », dont un exemple complexe se présente dans Master Hugues of Saxe-Gotha où cinq voix musicales se succèdent (v. 6-69).
Au vrai, la liste est longue des figures de rhétorique qu'emploie Browning. Comme les personnages dont il traite sont des êtres complexes, le paradoxe fait florès (« En ce monde, qui peut faire ne le fait pas / et qui voudrait ne le veut pas […] », Andrea del Sarto, v. 137-138) ; la périphrase permet à Lippo Lippi de signaler subrepticement au chef du guet de quel personnage il reçoit protection :  a friend […] in the Corner-house - alias Côme de Médicis en personne. Citons encore la tautologie qu'utilisent des personnages à court d'arguments (le Prieur de Fra Lippo Lippi), ou le zeugma du moine-peintre dans le même poème : « Suppose que j'ai fait ses yeux bien comme il faut et bleus » (Suppose I've made her eyes all right and blue). La liste des « tropes acroamatiques », comme il les appelle, a été établie par Yann Tholoniat qui recense : Abréviation (Fra Lippo Lippi, Andrea del Sarto), Allitération (Fra Lippi Lippi), Caliban Upon Setebos), Allusion Bishop Bloughram's Apology), Amphibologie (Fra Lippo Lippi, Andrea del Sarto, An Epistle Containing the Strange Medical Experience of Karshish, the Arab Physician), Anacoluthe (How it Strikes a Contemporary, The Bishop Orders His Tomb at Saint Praxed's Church), Antiphonie (How They Brought the Good News to Ghent, By the Firesside), Aposiopèse (The Confessional, Fra Lippo Lippi), Apposition (Master Hughes of Saxe-Gotha), Calembour (Fra Lippo Lippi, Old Pictures in Florence), Chanson (Fra Lippo Lippi, Up at a Villa - Down in the City), Cliché (Fra Lippo Lippi), Déixis (Andrea del Sarto, Caliban Upon Setebos), Figura etymologica (Transcendalism: A Poem in Twelve Books, Andrea del Sarto), Euphémisme (Andrea del Sarto, The Bishop Orders His Tomb at St Praxed's Church, Prince Hohenstiel-Spangau), Lapsus (Fra Lippo Lippi, The Bishop Orders His Tomb at St Praxed's Church), Lipponomie (d'après liponomie, le procédé de Georges Perec dans La Disparition) de Fra Lippo Lippi qui manipule le langage, Néologisme (Mr Sludge, The Medium, The Pied Piper of Hamelin, Caliban Upon Setebos, An Epistle Containing the Strange Medical Experience of Karshish, the Arab Physician), Onomastique (Cleon, Fra Lippo Lippi), Onomatopée (Fra Lippo Lippi, Caliban Upon Setebos, The Boy And the Angel, Up at a Villa - Down in the City, Mr Sludge, The Medium), Paradoxe (Andrea del Sarto), Périphrase (An Epistle Containing the Strange Medical Experience of Karshish, the Arab Physician), Polyptote (Fra Lippi Lippi), Tautologie et Truisme (Fra Lippi Lippi, Andrea del Sarto), Zeugma (Fra Lippi Lippi).

## L'ironie
Les critiques se demandent souvent, à propos de la poésie de Robert Browning : qui parle dans cette œuvre ? Qui est le garant du sens ? Est-ce le locuteur ou l'auteur ? Serait-ce aussi le lecteur, implicitement sollicité pour la formulation du sens ? Comme l'écrit Yann Tholoniat, « Browning désoriente les lecteurs accoutumés à une auctoritas qui les guide dans le processus herméneutique ». De fait, ajoute Charles Perquin, dès que le poète s'intéresse à une idée, une doctrine, un système de pensée, il crée une personne pour illustrer le problème. Ses personnages constituent son laboratoire : avec eux, il expérimente ; à travers eux, il offre une ou plusieurs facettes des choses. Il les est tous et il n'en est aucun, et en tant que leur créateur, il dépasse chacun d'eux,.

### La démarche ironique

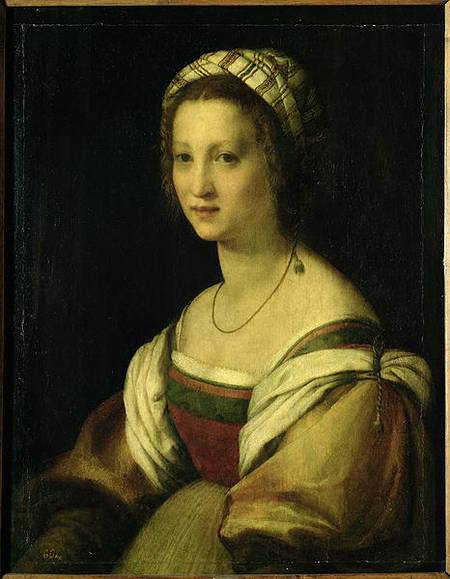
Lucrezia de Baccio Del Fede, l'épouse abandonnée d'Andrea del Sarto.

Il y a là une démarche fondamentalement ironique qui marque l'œuvre de Browning, surtout à partir de Pippa Passes (1841). Désormais, le poète se tourne davantage vers le lecteur et sollicite de son « imagination coopératrice » (Paracelsus , « Preface ») sa participation à l'effort de création.
Qu'est-ce que l'ironie (racine : εἰρωνεία [eironeia], qui signifie « ignorance feinte ») ? D'après La Bruyère, « Ironie est chez nous une raillerie dans la conversation, ou une figure de rhétorique, et chez Théophraste, c'est quelque chose entre la fourberie et la dissimulatio, qui n'est pourtant ni l'un, ni l'autre. ». En deçà de son aspect verbal, cependant, l'ironie est aussi une attitude de l'esprit qui cherche une vérité par la mise en question des apparences. Ainsi, dans les Lettres persanes de Montesquieu, l'auteur met en scène la fausse naïveté d'Usbek et de Rica, personnage bicéphale derrière lequel il se déguise pour mieux faire tomber les masques de la société française du XVIIIe siècle.
Outre l'ironie verbale, « mauvaise conscience de l'hypocrisie » selon Jankélévitch, qu'exercent certains locuteurs comme Fra Lippo Lippi, le moine-peintre s'adressant aux forces de police et les encourageant à montrer plus de zèle alors que la patrouille vient de l'arrêter (v.7), ou encore ses lapsus envers la nièce de son Prieur, outre également l'ironie de situation, telle celle de Cleon dans lequel le locuteur dénonce un imposteur, « […] un rien - un Juif barbare, / Comme Paul l'a été, un circoncis » (v. 343-344), un poème peut révéler sa dimension ironique par sa structure, son titre (ou son sous-titre), la situation qu'il expose, les citations qu'il contient, sa relation avec les autres poèmes du recueil, voire avec l'œuvre tout entière. Yann Tholoniat a recensé ces manifestations de l'ironie browningienne dans son chapitre 3 (« La voix vive »).

#### L'agencement des parties
Prenant pour exemple Holy-Cross Day, il montre comment ce poème, par la juxtaposition contradictoire de ses parties, est la négation même de ce qui y est dit. En effet, un préambule raconte la grande bonté d'un évêque qui a prêché un sermon annuel aux Juifs ; puis vient une transition vers le corps du poème qui démonte la prétendue charité du prélat : une seule phrase suffit, qui reproduit les « onomatopées éruptives » des Juifs se rendant contraints et forcés à l'église : la prétendue charité consistait à embrigader des âmes pour assurer leur salut, mais contre leur gré. Dans Andrea del Sarto, c'est le titre et le sous-titre qui créent une amorce ironique dont le lecteur appréhendera toute la dimension au fur et à mesure de sa progression : ce peintre, appelé « le peintre infaillible » (the faultless painter), se révèlera en effet incapable de se hisser à sa réputation tant esthétiquement que moralement puisque, pour de l'argent, il prostitue son art, laisse mourir ses parents et abandonne son épouse à son amant. Même ironie dans le titre de The Bishop Orders His Tomb at Saint Praxed's Church où le verbe orders (« commande ») est vite mis à mal par l'agonie de l'évêque et l'ingratitude de ses neveux, ce qui transforme la commande (en « commande », il y a « commandement ») en un pitoyable vœu pieux. Cleon, dans lequel le locuteur dénonce l'« imposteur sans avenir, […] dont la doctrine ne saurait être retenue par quiconque de sensé », voit son discours démystifié par la vacuité même du propos (il s'agit de Jésus Christ) et aussi par son propre nom. En effet, « Cleon », étymologiquement « premier », est en fait, comme le souligne Bernard Brugière, le nom d'un grand oublié de l'histoire. Et s'y ajoute Karshish (An Epistle Containing the Strange Medical Experience of Karshish, the Arab Physician), le médecin arabe qui, décontenancé lors de sa rencontre avec Lazare, le décrit comme un pauvre hère quasi épileptique, alors que le lecteur, lui, sait bien, une fois encore, quelle destinée fut la sienne.

#### Les mises en relation
Plus subtiles encore sont les mises en relation d'un poème à l'autre, voire d'un poème à l'ensemble de l'œuvre, ce que Yann Tholoniat appelle « un dispositif de relativité pratiquement infini ». AInsi Fra Lippo Lippi  et Andrea del Sarto, dont les locuteurs, deux grands maîtres de la peinture italienne, se nourrissent pour le lecteur, par un effet de miroir inversé, de leur mise en comparaison : le truculent et génial moine à la chair faible mais au grand cœur voit sa stature encore rehaussée par la médiocre pâleur du second qui, lui, s'en trouve d'autant diminué. Il arrive même que l'ironie instillée par Browning s'exerce à son propre endroit, auquel cas il est nécessaire de connaître l'ensemble de son œuvre. Aussi, dans A Light Woman on entend à la dernière strophe (XIV) le locuteur apostropher le poète : « Hé toi, Robert Browning, le faiseur de pièces, / Voilà bien un sujet sur mesure pour toi ! ». Or Browning en 1855, alors que paraît le poème, a depuis longtemps abandonné le théâtre, qui ne lui a pas réussi. L'ironie, ici, naît de l'incongruité de la requête, pimentée par le clin d'œil du poète à son lecteur averti.

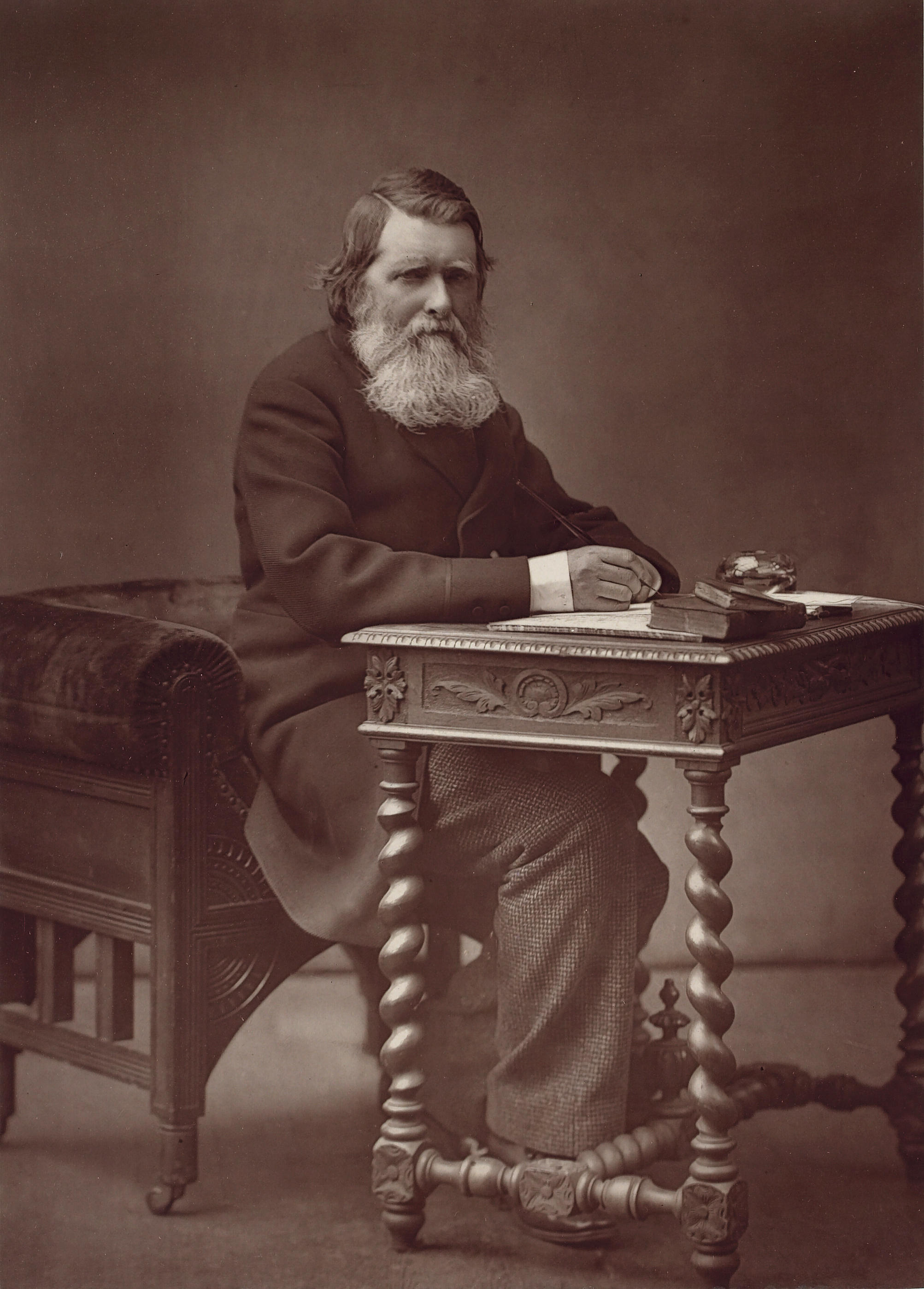
John Ruskin, photographié par Herbert Rose Barraud en 1885.

#### Les citations
Browning truffe ses poèmes de citations parfois revendiquées comme telles et parfois cachées. Il y a là une érudition philosophique, historique, littéraire, artistique, musicale que seul le lecteur encyclopédique peut apprécier d'un coup. E. -D. Forgues, dans « Poètes et romanciers modernes de la Grande-Bretagne - Robert Browning », Revue des deux Mondes T. 12, 1847, déclare que Browning joue avec son obscurité de façon calculée. Parfois il en abuse et en joue comme ressort dramatique, comme dans Sordello et, de toute façon, exige « un lecteur d'élite » (Paracelsus). D'où la difficulté à appréhender la totalité du sens, ses ramifications connotatives, sa multiplication géographique, temporelle et culturelle. Il y a là un brouillage entre « usage » (la citation est pratiquement intégrée au texte rédactionnel) et « mention » (elle sert d'illustration), selon la terminologie d'Antoine Compagnon, d'où l'ambiguïté de la citation : quelle valeur adopter ? La mention ou l'usage ? Ces valeurs s'oblitèrent-elles l'une l'autre, existent-elles en parallèle ?

#### L'«opacification» (Yann Tholoniat,op. cit., 2009,p.173)
Quoi qu'il en soit, l'opacification de la compréhension par l'ironie a contribué à cette obscurité généralement attribuée à l'œuvre de Browning. Browning s'en est expliqué dans une lettre à John Ruskin qui s'était ouvert de la difficulté qu'il éprouvait à saisir le sens d'un poème (Popularity) : « Vous voudriez que je dépeigne tout bien nettement, ce qui ne se peut ; mais par différents artifices, j'essaie tant bien que mal d'avancer par touches successives, par petites notations et contours qui réussissent s'ils transmettent la conception de moi à vous »,. Artifices, touches, bits, outlines, le lecteur est convié au travail de l'artisan des mots, et, « de moi à vous », il se voit impliqué dans « un processus de nature dialogique lui faisant jouer un rôle permanent dans l'élaboration du sens ».

### L'obscurité

#### «Un cliquetis de sons inconnus» (E. D. Forgues,Revue des deux MondesT. 12, 1847)
Les vers, en effet, sont souvent obscurs, parfois hermétiques, tant et si bien que The Edinburgh Review écrit que « Il est fort étonnant que des poèmes aussi obscurs et rébarbatifs puissent trouver de nombreux lecteurs » (« It is a subject of amazement that poems of so obscure and uninviting a character should find numerous readers ». E. -D. Forgues, dans son essai de 1847 donne l'exemple de Sordello. Selon lui, l'érudition surabondante de l'auteur néglige les éclaircissements et suppose chez le lecteur « une science spéciale » : « Ce cliquetis de noms inconnus, de faits oubliés ou nouveaux, emportés dans le courant d'un vers rapide, concis, sautillant, obscur, est vraiment effrayant. Si vous persistez, nonobstant ces premières difficultés, à chaque page vous rencontrerez de nouveaux personnages, de nouvelles allusions, de nouvelles énigmes, et pas une halte, pas un résumé, rien qui vous permette de reprendre haleine, de récapituler, de classer les éléments confus de cette épopée inextricable. Le style est à l'avenant du récit. Chaque phrase, prise à part, est comme un petit chaos où les nuages se pressent, passent les uns devant les autres, s'enchevêtrent, se brisent, s'effacent ».

#### «Un homme, une cité ou une femme?» (Mrs Carlyle)

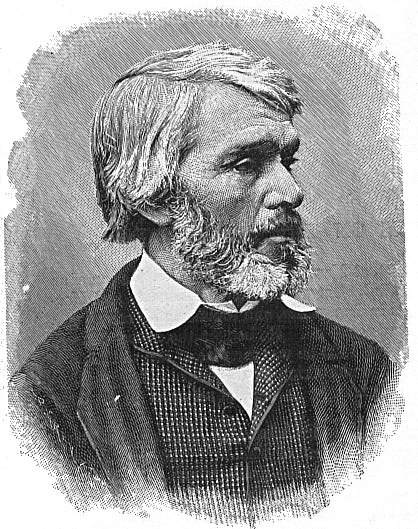
Thomas Carlyle.

Lors de la publication de Sordello, justement, Mrs Carlyle (Jane Welsh Carlyle, 1801-1866), l'épouse de Thomas Carlyle déclara que le poème était intéressant, mais qu'elle « souhaiterait savoir si Sordello était un homme, une cité ou une femme ». En fait, ce serait Thomas Carlyle lui-même qui aurait rapporté l'anecdote en ces termes : « Elle avait lu les 253 pages et ne savait toujours pas si Sordello était un homme, une ville ou un livre » (« She had read all 253 pages and was none the wiser as to whether Sordello was a man, a town, or a book »). Quant à Tennyson, il écrivit qu'il n'avait compris que le premier et le dernier vers : « Qui le voudra bien, peut entendre raconter l'histoire de Sordello  » (Who will, may hear Sordello's story told) et « Qui l'a bien voulu, a entendu raconter l'histoire de Sordello » (Who would, has heard Sordello's story told), et que « les deux étaient des mensonges » (« both were lies »). Selon une anecdote, peut-être apocryphe mais significative, Browning lui-même répondit à une admiratrice qui l'interrogeait sur le sens d'un de ses poèmes particulièrement obscur :

« Lorsque ce poème fut écrit, deux personnes savaient ce qu'il voulait dire — Dieu et Robert Browning. Et maintenant, Dieu seul sait ce qu'il veut dire (When that poem was written, two people knew what it meant — God and Robert Browning. And now God only knows what it means.) »

#### La noix et l'ortolan
De toute façon, et c'est là l'élément important, Browning pense qu'il est nécessaire que le sens résiste. Dans « Jochanan Hakkadosh » (Jocoseria, 1883), il utilise la métaphore de la noix. Pour la goûter, il convient de se frayer un chemin jusqu'à elle. Dans le prologue du recueil suivant, Ferishtah's Fancies, c'est la préparation du plat d'ortolans qui lui sert d'illustration : nourriture rebutante mais délicieuse, telle est sa poésie (« Mon poème, c'est comme votre repas. Mastiquez-en le sens, le spectacle, le chant » (So with your meal, my poem: masticate / Sense, sight and song there!) (29-30).

#### «La poésie de la barbarité» (George Santayana, 1900)

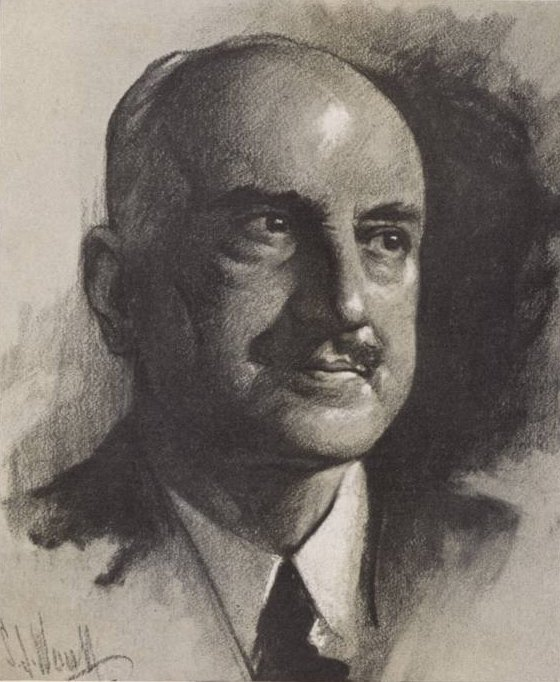
George Santayana, février 1936 (Times Magazine).

Pour autant, à la fin du XIXe siècle encore, cette obscurité était brandie comme un reproche, dont certains voulaient qu'il allât plus loin que la dénonciation d'une simple tache sur la forme. Ainsi en 1900, le philosophe américain George Santayana (1863-1952) publiait Interpretations of Poetry and Religion, et dans un chapitre intitulé « La poésie de la barbarité » (The Poetry of Barbarism), accusait Browning d'irrationalité et d'imperfection. Santyana admirait Matthew Arnold et partageait ses vues, exprimées dans « Culture et Anarchie », selon lesquelles le XIXe siècle avait manqué de foi en la « vraie » culture, s'était trop « hébraïsé ». Cet esprit prétendument hébraïque, Santayana le décelait à son plus bas niveau chez Browning : style ampoulé, pesant, imprécis et sans naturel, incapacité de capturer le « cœur civilisé » (civilised heart) de la Renaissance italienne. En somme, Browning, par son style dépourvu de noblesse, révélait un esprit dénué de civilisation. En 1903, cependant, G. K. Chesterton faisait plus intelligemment la différence entre « grotesque » et « laideur », et montrait que le grotesque browningien était, en soi, un style « précis » justifiant à lui seul la qualité d'artiste du poète.

### L'intertextualité

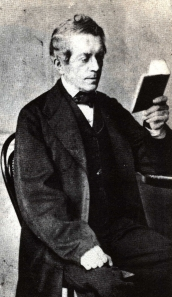
David Strauss en 1874, dont Browning a lu Das Jesu Leben.

Chez Browning, le réseau intertextuel est, selon Yann Tholoniat, « aussi dense qu'encyclopédique ». Et il cite une liste établie par John Petigrew, qu'il qualifie de « pourtant très générale », indiquant la culture nécessaire à l'appréhension des poèmes : familiarité avec les domaines de l'art et de la musique, au moins sept ou huit langues, connaissance de la Bible, des pièces d'Euripide et d'Aristophane (sans compter les études victoriennes les concernant), intimité avec Keats, Shelley, Milton, Donne, Homère, Shakespeare, Wanley, Quarles, Anacréon, Alciphron, Hérodote, Thucydide, Horace, l'Illustrated London News, le Dictionnaire de Johnson, la Biographie Universelle, la topographie de l'Italie, de son art, de son histoire, etc.. D'où l'insertion du locuteur des monologues dramatiques dans un réseau de valeurs qui, commente Yann Tholoniat, « contribue à placer sa voix dans un champ social et culturel ». À cela s'ajoute un ensemble de références internes à l'œuvre même de Browning qui, au-delà des couples de poèmes, « développe des réseaux polyphoniques grâce à des parallèles "thématiques" », les poèmes se faisant écho, ce qui confère une consistance plus serrée aux locuteurs ainsi définis « par une série de cercles intertextuels concentriques ou intersectés ».

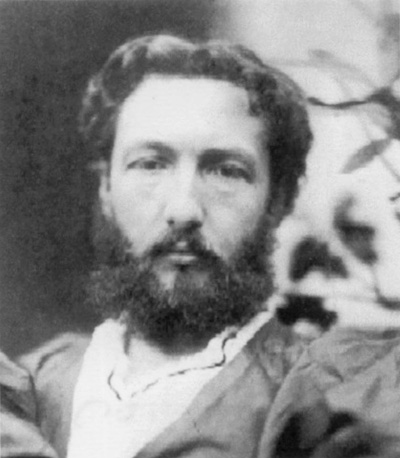
Frederic Leighton (1830-1896), bien connu de Browning.

Ainsi, cette œuvre constitue en soi « un dialogue passionné » avec l'époque. Les poèmes résonnent souvent des échos, des controverses du temps. Bishop Bloughram's Apology, par exemple, mentionne au vers 577 la figure de David Strauss dont Browning avait lu La vie de Jésus, dans la traduction de George Eliot (avec une préface en latin par l'auteur, 1846). Balaustian's Adventure (1871) comprend un poème en l'honneur d'un tableau du peintre Frederic Leighton, A Likeness. De plus, cette poésie regorge de références et d'allusions au perpétuel débat que Browning entretient avec son épouse Elizabeth Barrett Browning.
Yann Tholoniat compare ces échos à des harmoniques nourrissant la polyphonie du discours.

### La puissance expressive
Ces monologues dramatiques foisonnent d'une vie exubérante, celle, souvent, des locuteurs, toujours bavards par définition, voire prolixes à en juger par la longueur de leur prestation. La vie verbale est semblable à celle de la nature : au pullulement des herbes répond celui des mots, à la prolifération végétale grignotant le paysage correspondent les ramifications du discours, aux formes marines et tentacules grotesques font écho les hardiesses de l'expression.
Lorsque Yann Tholoniat utilise le mot « polyphonies » pour caractériser les voix de Browning dans ses monologues dramatiques, il décrit un assemblage d'où émerge « un matériau phonique d'une extrême densité […], différentes variables se combinant pour créer une identité vocale propre à chaque locuteur ». À ce titre, The Ring and the Book (L'Anneau et le Livre), où les locuteurs s'additionnent les uns aux autres, se présente comme un « ensemble fugué » (douze voix s'y entremêlent) où retentissent « des accents aussi bien carnavalesques que philosophiques [laissant à percevoir] les mille couleurs du kaléidoscope humain » (voir la dernière section : « L'apothéose fuguée »).
Ruskin écrivait de l'art de Browning dans The Bishop Orders His Tomb at St Praxed's Church : « […] C'est presque tout ce que j'ai dit de la […] Renaissance en trente pages des Stones of Venice, mis en un nombre égal de lignes ». D'où l'expression concentrated writing (« écriture concentrée »), qu'il emploie encore à propos de Browning (Modern Painters, 1856), dans laquelle les multiples réseaux se trouvent entrelacés.

## Imagerie et symbolisme

### Images
Souvent empruntées à la nature, ou relevant de la personnalité du locuteur, que ce soit la perversité tranquille de l'amant après son meurtre dans Porphyria's Lover, l'émerveillement (sense of wonder) de Fra Lippo Lippi, la résignation d'Andrea del Sarto, ou la dialectique de Bishop Bloughram, Browning joue des images comme sur un clavier, les accords qu'elles forment entre les sens rappelant les « correspondances » de Baudelaire et l'harmonie imitative.

#### Correspondances

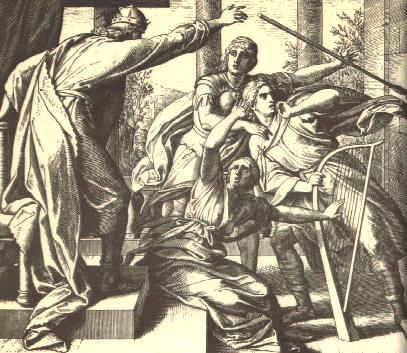
Saül essayant de tuer David, gravure de Julius Schnorr von Carilsfeld.

Ainsi, dans Fra Lippo Lippi, vers 58-59, un son se fait aussitôt mouvement : « […] un p'tit rire étouffé / Tel une gambade de lapins au clair de lune » ([…] a titter / Like the skipping of rabbits by moonlight […]), ou encore, vers 350-351, une couleur se métamorphose en sensation olfactive : « […] et des visages blancs, doux / Comme effluves de poudre d'iris / Quand se pressent les dames à l'église pour la Saint Jean » ([…] and white faces: sweet / As puff on puff of grated orris-rot / When ladies crowd to church at Midsummer).
Une fois lancée, l'image, qu'elle soit comparaison ou métaphore, tend à vivre d'une vie propre et, souvent, finit par s'écarter de son rôle initial. De cela, Saul présente deux exemples dans la strophe X : l'image du dégel printanier (vers 105), utile au début, vient ici de façon incongrue représenter l'attitude dominatrice du personnage alors au comble de sa volonté de puissance (le dégel impliquant a priori la mollesse) ; et c'est celle du soleil à son déclin (vers 105) qui caractérise son regard alors que, précisément, la vie réveille en lui ses premières étincelles (antinomie entre soleil couchant et aube d'une vie renouvelée).

#### Fonction

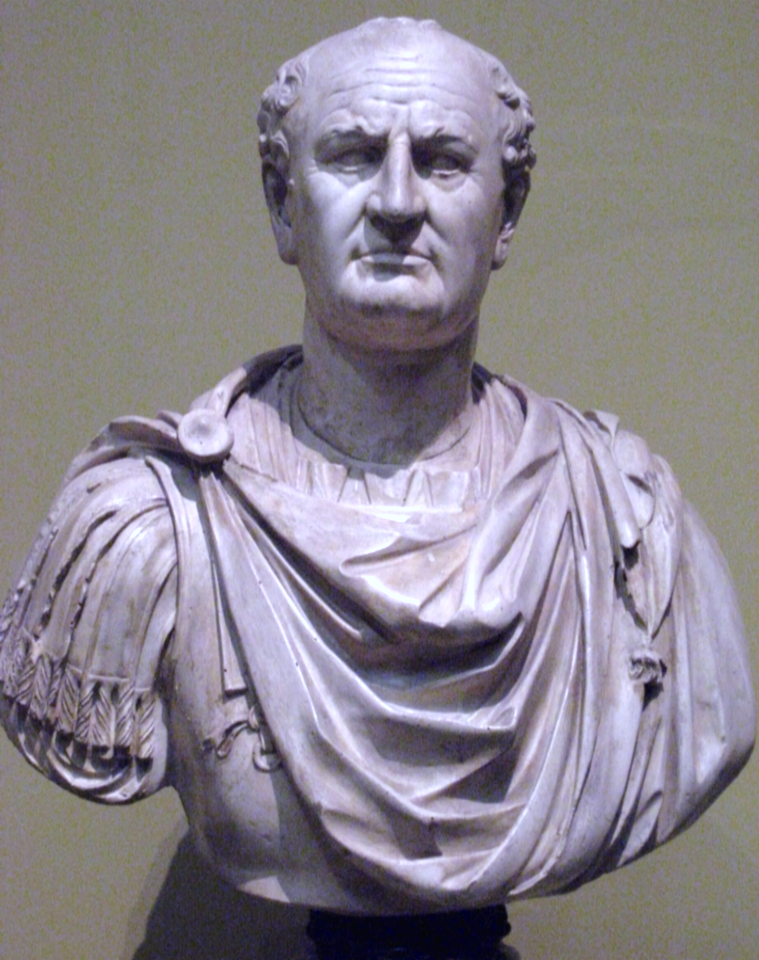
Vespasien sous le règne duquel vit Karshih, « le médecin arabe ».

John Press a écrit que « Browning est le maître de l'image signifiante, à la fois exacte et allusive » (Browning is the master of significant image which is both exact and allusive). Chez lui, l'image est d'abord descriptive, comme dans An Epistle Containing the Strange Medical Experience of Karshish, the Arab Physician, où elle contribue à créer l'atmosphère à la fois du lieu et de l'époque, le Moyen-Orient aux temps bibliques ; de plus, au-delà de cet effet de couleur locale, elle présente un rendu mécanique des phénomènes biologiques, bien dans la mentalité d'un médecin arabe sous Vespasien, du moins selon ce que l'imaginaire d'un esprit cultivé du XIXe siècle anglais (en l'occurrence Browning) pouvait reconstituer.
Tout aussi important est son rôle de révélation par des réseaux de signification se développant dans les profondeurs, en parallèle du sens littéral. Ainsi, dans Love Among the Ruins, l'impression de mélange indistinct : le crépuscule, ni jour ni nuit, les pentes vertes sans frontière, la croissance anarchique sur le sol, le gris du ciel et de la terre, l'enfouissement des amants l'un dans l'autre, l'évanouissement des gloires passées, sont autant de notations suggérant la perte, la dissolution de toutes choses dans l'envahissement général de la nature. De même, Two in the Campagna présente un système d'images en boucle, l'infini de la passion (infinite passion) et la finitude des cœurs (finite hearts) de la conclusion étant respectivement annoncées aux strophes IV et V par l'infini (endless, everywhere, everlasting) de la campagne et le grouillement aveugle (blind, groping their way) des scarabées verts, ce qui fait dire à Philip Drew : « La métaphore initiale et le développement qui s'ensuit forment une unité type de la poésie browningienne » (The initial metaphor and its subsequent development form a standard unit of Browning's poetry).

### Symboles

#### Structure rythmique

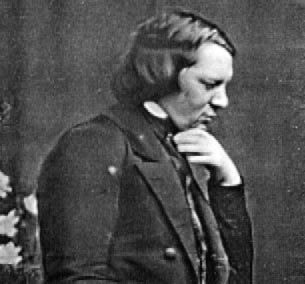
Daguerréotype de Robert Schumann, ca 1850.

Il est fréquent que la structure rythmique du poème représente son sens dont elle devient un symbole, le rythme du texte (lent comme un adagio, rapide comme un allegro) faisant écho aux idées qu'il porte. Dans ce cas, ses phases successives se comportent en mouvements semblables à ceux d'une œuvre musicale. On a souvent pensé, à ce sujet, à Robert Schumann, dont nombre d'œuvres comportent une dimension de militantisme ludique (Papillons, Carnaval, Davidsbündlertänze, Scènes d'enfants, Carnaval de Vienne, etc.). By the Fireside, à ce compte, se décompose en un allegro ma non troppo, calme mais gagnant sans cesse en élan, suivi d'un laborieux adagio culminant en un apogée, pour enfin rejoindre la quiétude d'un calme finale en andante. Two in the Campagna, lui, oscillant de la profusion végétale à l'hésitation humaine, combine comme un presto débridé et, en contrepoint, un rythme en ritardendo. Cas extrême, Childe Roland to the Dark Tower Came dont la structure s'apparente à celle d'une évocation onirique dans laquelle, en dépit des nombreuses tribulations de l'écuyer, le temps paraît aboli, Childe Roland se voyant comme transporté d'un coup du début à la fin de son périple, interminable et pourtant instantané, strophes XXIX-XXX.

#### Principaux symboles
La Nature est un temple où de vivants piliers

Laissent parfois sortir de confuses paroles :

L'homme y passe à travers des forêts de symboles

Qui l'observent avec des regards familiers.
(Baudelaire, « Correspondances », Les Fleurs du mal, 1837.)

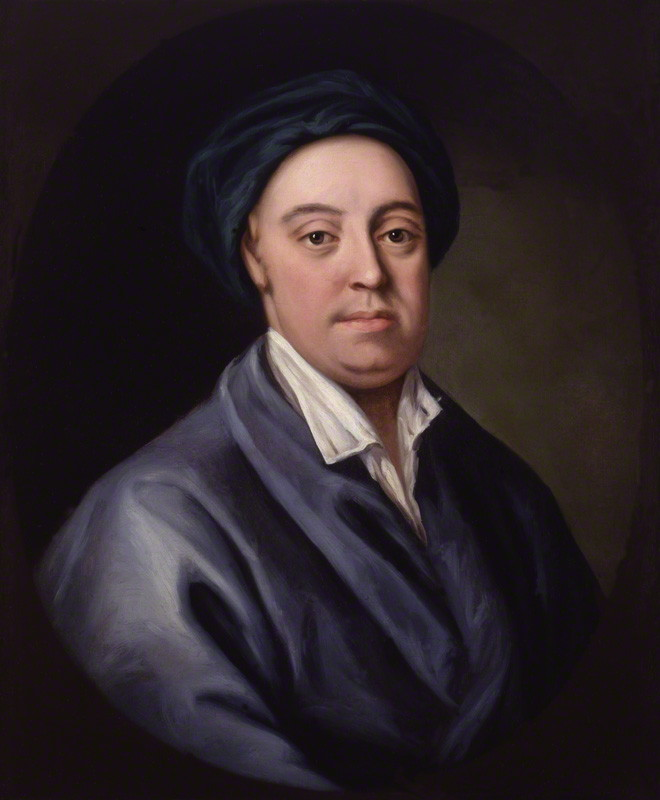
James Thomson, le maître de la diction poétique du XVIII.

Chez Browning, c'est la nature, en effet, la grande pourvoyeuse de symboles, l'eau promesse d'amour, le sentier annonciateur de la mort, la forêt sanctuaire, le fil de la vierge pour la pensée qui s'évide, la toison des bêtes du troupeau propice à l'apaisement, images traditionnelles de la diction poétique du XVIIIe siècle, qui s'étaient déjà trouvé revivifiées par James Thomson (1700-1748) dans ses Saisons (The Seasons) et son Château de l'Indolence (The Castle of Indolence) où ces stéréotypes s'appliquent, comme chez Lucrèce dans le De Natura Rerum, à de réels phénomènes naturels dûment observés, enfin personnalisées, malgré leur rejet idéologique officiel par le Romantisme dans la « Préface » de Wordsworth à la seconde édition des Lyrical Ballads.
Avec Browning, le symbole représente, mais pas seulement ; catalyseur de l'action et des sentiments, il devient moteur du drame, par exemple, dans Love Among the Ruins, où le contraste entre d'une part l'amour pastoral, caractérisé par l'harmonie de la nature, et de l'autre, les ruines, symbole de la corruption et de la vanité des hommes, s'enfle peu à peu mais au détriment du premier. En effet, le jeune berger est obnubilé par la présence de la cité antique et, selon Eleanor Cook, plus il se rapproche de sa bien-aimée qui l'attend dans la petite tour se dressant au milieu du paysage, plus grandit sa véhémence à l'encontre de ces restes du passé, comme si ces ruines « posai[en]t aux amants une menace personnelle. […] En s'enfermant dans le baiser, il pourra la [la ville] fermer à sa vue ».
Autre symbole récurrent, cette tour ou tourelle déjà présente dans le poème précédent. Comme l'a montré Barbara Melchiori, « la tour ronde, trapue et aveugle » représente la peur dans Childe Roland, et se retrouve lourde de la même menace dans la campagne romaine de The Ring and the Book. Une tour apparaît aussi à Goito dans Sordello, mais là, au contraire, « l'accent est mis sur son innocuité ».
Mais il en est beaucoup d'autres, la pierre (The Statue and the Bust), l'étoile, l'or, le cercle les couleurs (Two in the Campagna), la rose, l'ombre, la lumière (Fra Lippo Lippi et Andrea del Sarto ), l'église (Abt Vogler, The Bishop Orders His Tomb at Saint Praxed's Church), et certains autres qui sont mentionnés par Bernard Brugière dans son analyse de Aristophanes' Apology, d'ordre sexuel cette fois : statues de Priape, phallus, etc. Pratiquement tous les éléments sont exploités par Browning aux fins d'images, comme les souffles de vent dans Love Among the Ruins ou encore la vague, « métaphore de la destinée », (d'après Jules César : There is a tide in the affairs of men [« Il y a une marée dans les affaires des hommes »] et Henri IV [I,1] de Shakespeare).

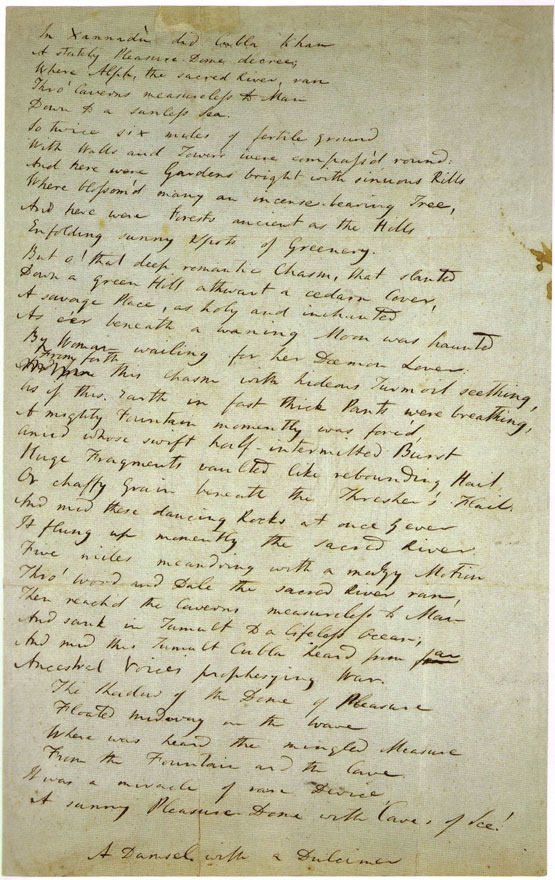
Manuscrit du Kubla Khan de Coleridge.

Parfois, ces symboles sont liés, le même référent, utilisé par différents personnages, faisant resurgir la métaphore originelle. Ainsi, l'église est, pour Fra Lippo Lippi, prison, frustration, écrasement humain et divin ; pour l'évêque de The Bishop Orders His Tomb at Saint Praxed's Church, elle reste sa demeure dans la vie et dans la mort, et pour le locuteur de Abt Vogler, elle devient une métaphore musicale : « le palais de musique que j'ai érigé » (the palace of music I reared, vers 57), palais rappelant le « stately pleasure dome » du Kubla Khan de Coleridge, conduisant à la transcendance. À ce sujet, Bernard Brugière signale comment, dans The Ring and the Book, les locuteurs puisent à « un réservoir collectif d'expressions » subissant ce que Browning lui-même y appelle « une métamorphose infinie », (V. X, vers 1615), l'image du chasseur, du serpent, du moucheron, du poisson, qui, pour Yann Tholoniat, sont des images « janiformes » en ce qu'elles peuvent être appliquées à un personnage et à son contraire.

## Style
Tennyson disait de Men and Women que c'était « un livre de spasmes » (a book of spasms), et Charles du Bos, en une formule parlante, écrivait que Browning était le « Brahms de la poésie », ajoutant aussitôt : « Il déborde, c'est le soleil incandescent et il ne voit rien que décuplé par la profusion de ses propres rayons »,.
Le style de Browning, en effet, se nourrit d'abord des particularités de la langue qu'il choisit d'exploiter, l'idiolecte de son personnage.

### Rugosité du discours parlé

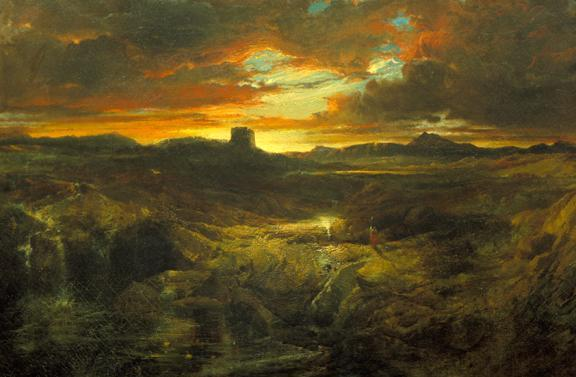
Thomas Moran, Childe Roland to the Dark Tower Came.

Son vocabulaire privilégie les mots d'origine saxonne, d'où, souvent, leur rugosité, en elle-même descriptive du discours. Ainsi, dans Childe Roland to the Dark Tower Came (vers 12 et suivants), le preux avance sur un lit de plantes piquantes, certes déjà molestées, mais dont le foisonnement épouse le hérissement des consonnes : If there pushed any ragged thistle stalk / Above its mates, the head was chopped - the bents were jealous else - What made those holes and rents / In the dock's harsh swarth leaves - bruised as to baulk / All hope of greenness? 'Tis a brute must walk / Pashing their life out, with a brute's intents, (« Si d'aventure quelque tige de chardon délabrée avait poussé au-dessus de ses compagnes, la tête en avait été sectionnée, sinon, les pendantes auraient été jalouses, mais qu'est-ce qui rendait ces trous et ces déchirures dans les brunes feuilles de la patience à ce point contusionnés qu'ils faisaient barrage à tout espoir de verdure ? C'est une brute qui marche ici, c'est sûr, qui leur écrabouille la vie, avec des intentions de brute »).
Autre préférence de Browning, les mots du langage parlé, a priori non poétiques, parfois même argotiques. Ainsi, dans Fra Lippo Lippi, au vers 7, le moine-peintre emploie le terme phiz, très en vogue à l'époque, abréviation de physiognomy (« visage »). D'ailleurs, Phiz est le nom de plume que choisit le dessinateur Hablot Knight Browne (1815–1882) qui illustre les premières éditions de Charles Dickens, Charles Lever et Harrison Aisnworth.
À ces deux grandes constantes s'ajoutent des maniérismes : les archaïsmes, par exemple l'interjection récurrente Zooks! (« parbleu ! ») ou sa forme pleine Gadszooks, apparues vers 1625–1635, qui affleurent dans Fra Lippo Lippi et d'autres poèmes, ou les mots techniques, comme dans Paracelsus, bourré de termes empruntés aux physiciens de la Renaissance, ou encore le vocabulaire de l'exotisme et les réminiscences littéraires. Avec Aristophanes' Apology, comme l'écrit Bernard Brugière, « [l]es mots fusent, crépitent, gambadent avec plus de liberté que jamais. Le poète enchaîne néologismes […], onomatopées […], harmonie imitative, « double entendre » […], homonymies […], jeux de mots […] et sous-entendus obscènes […] ».
Sur le plan formel, si l'articulation de la phrase est très clairement marquée, son déroulement reste rugueux, voire chaotique. Ce paradoxe s'explique par le souci de concision qui entraîne Browning à supprimer le plus d'intermédiaires possible (relatifs, datifs, pronoms indéfinis, etc.) comme dans cette phrase tirée de Love Among the Ruins, strophe III : « And such plenty and perfection, see, of grass / Never was! » (« Semblable profusion et perfection d'herbe, / Jamais ne fut ! ») où « manque » un there. C'est pour cette raison que Browning se voyait rangé par certains de ses contemporains parmi les poètes dits « spasmodiques » : ainsi, lors de la parution de Men and Women, le critique Henry Fothergill Chorley écrivait dans l’Athenaeum, périodique d'actualité politique et culturelle publié à Londres de 1828 à 1923, que ces nouveaux poètes, s'efforçant de « condenser une multitude de syllabes pour parvenir à un fort effet de concret […] parlent […] une langue inconnue ».

Signature de Robert Browning.

De plus, la langue populaire mise en vers conduit à un mélange inhabituel de tournures banales (so they say [« Ainsi dit-on »], as you see [« Comme vous voyez »], else they run into one [« De peur qu'ils n'en trouvent un sur leur chemin »]) et de maniérismes poétiques tels que les rejets (she will speak not [« point ne parlera »], Love Among the Ruins, strophe VI) ou encore les licences conduisant à des néologismes syntaxiques (waits me here [manque la préposition « for »], How say I ? [manque le « do » placé avant le verbe de la forme interrogative], Love Among the Ruins, strophe V). Dans Aristophanes' Apology, la diction accueille pléthore de trouvailles et familiarités : Whirligig (« objet tournant comme un moulin de papier »), au vers 1 874, hoitytoity (« arrogant et pompeux »), au vers 2 384, Still-at-itch, déformation avec jeu de mots de still at it (« toujours occupé à ça ») auquel Browning ajoute itch, la « démangeaison », le « couac », vers 2 389, car, comme l'écrit Bernard Brugière, « Aristophane blague les légendes et le ton tragique, parodie le langage châtié d’Euripide, gouaille les enseignements dialectiques ou prétendument scientifiques, s’évade de l’éloquence vers la bouffonnerie, du pathétique vers le narquois ». Cela aussi déroutait, comme le faisait savoir le même Henry Fothergill Chorley déjà cité : « [nos poètes] se saisissent de n'importe quels atours sans poésie à la portée de leur vanité ou de leur paresse ».

### Syntaxe idiosyncrasique

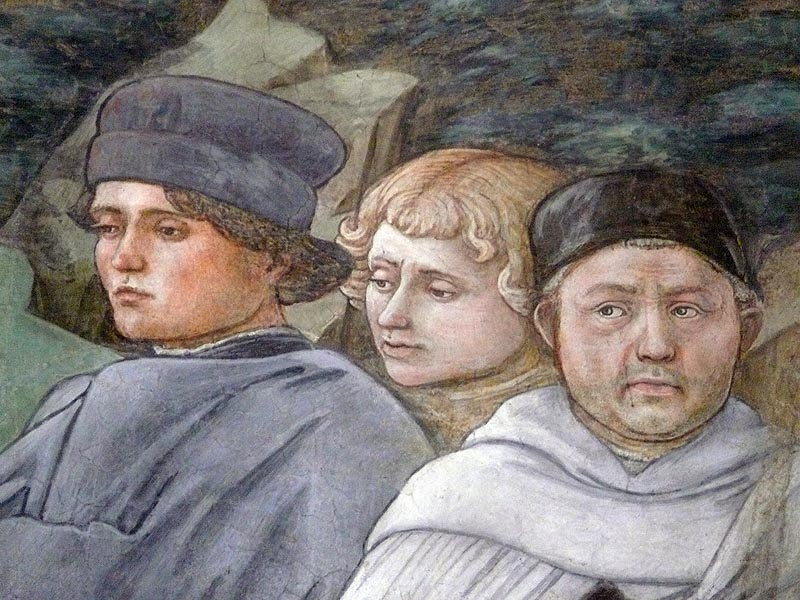
Autoportrait de Fra Filippo Lippi (à droite), avec deux de ses élèves (Funérailles de la Vierge, fresque de la cathédrale de Spolète).

Chaque monologue présente aussi une syntaxe adaptée au personnage, en général à un trait idiosyncratique bien isolé. Ainsi, Fra Lippo Lippi, si rapide de coup d'œil et si prompt à changer sans cesse de sujet, lance ses remarques à la volée et la correction grammaticale suit cahin-caha. Au cours du monologue, on entend : « Quoi, les agissements de frère Lippo, de long en large, / Vous les connaissez et ils vous intéressent ? / Vraiment ? » (What, brother Lippo's doings, up and down, / You know them and they take you? / Like enough?) (Fra Lippo Lippi, vers 40-41), chaque segment de phrase devenant une interrogation réduite à sa plus simple expression. Il arrive en outre que les mots soient arrangés selon la logique d'une émotion suscitée, au passage, par une perception fugitive. Ainsi, voit-on Fra Lippo Lippi interrompre son discours alors que paraît à sa vue une accorte silhouette : « À peine avaient-ils passé le tournant qu'un gazouillis / Comme lapin qui décampe au clair de lune. Trois minces silhouettes, / Et un visage qui lève les yeux... Que diable ! Chair et sang / Voilà ce dont je suis fait ! » (Round they went, / Scarce had they turned the corner when a twitter / Like the skipping of rabbit by moonlight. Three slim shapes, / And a face that looked up… Zooks, flesh and blood / That's what I am made of!) (Fra Lippo Lippi, vers 57-61). Combinée à l'économie de moyens, cette saisie au vol peut conduire à un schéma de phrase heurté, comme : « Je peignais tout, puis m'écriai "C'est à la demande, on se sert - / Choisissez, car il y a en d'autres" - Sur ce, l'échelle à terre » (I painted all, then cried "'tis ask and have - / Choose, for more's ready!" - Laid the ladder flat) (Fra Lippo Lippi, vers 163-165).
Toutefois, l'idiosyncratisme syntaxique a, avant tout, une fonction de révélation. Comme le montre Yann Tholoniat dans Au miroir déformant du style, le duc de My Last Duchess se trahit par sa parole pourtant si maîtrisée. Ce duc, écrit-il, « considérait comme impardonnables les sourires généreux de la duchesse ; impardonnables parce que dans le pardon, « […] il y aurait de l'abaissement ; et je fais le choix de ne jamais m'abaisser » [traduction Wikipédia] ([there] would be some stooping; and I choose / Never to stoop) [vers 42-43]. Le duc possède cette particularité d’être en quelque sorte « parlé » par son langage, qui en révèle plus sur lui que peut-être il ne le voudrait. En effet, ce duc qui se présente comme un esthète emploie certains mots « à dessein » (by design) [vers 6], même lorsque ceux-ci l’amènent à désigner sa future épouse comme « mon objet » (my object) [vers 53]. Les jeux de mots nécessitent pour leur réalisation la présence sympathique d’un allocutaire, soit l’allocutaire fictif, soit le lecteur ».

### Ponctuation
Pendant longtemps, la ponctuation de Browning a été ignorée des critiques et même les éditeurs lui ont accordé une importance négligeable. Quant aux universitaires, ils se débarrassaient du problème en affirmant qu'elle ne faisait que témoigner, avec, par exemple, l'abondance des tirets, du légendaire laisser-aller du poète.

#### «Il travaillait à l'oreille»
Pourtant, ce poète n'a eu de cesse, jusqu'en 1888, de corriger ses manuscrits. Il faut donc attendre 1991 pour que F. W. Bateson et John Barnard soulignent, pour leur édition des poèmes, que la ponctuation représente pour Browning un « élément de sa stratégie rhétorique et de son identité historique ». De fait, Browning s'est acharné à trouver « l'accent juste, […] l'intonation, […] le rythme visant à cerner des personnalités opaques ou évanescentes. [Il] travaillait à l'oreille ». « Orfèvre du suprasegmental », il a traqué « les plus petites nuances des inflexions d'une voix », « l'ineffable des intonations ». Cet intérêt pour la ponctuation, il le martèle à son premier éditeur Edward Chapman : « J'attache de l'importance aux moindres points », « Vous savez mes habitudes en ce qui concerne les virgules et les points sur les i », et il fait de même avec le deuxième, John Smith.
Dans son ouvrage, Yann Tholoniat consacre vingt-six pages du chapitre 10 à la ponctuation de Browning, et expose en préambule l'objet de sa recherche : montrer comment, au travers de la poétique, « le lecteur évolue du sémiotique au sémantique », c'est-à-dire du signe au sens, ce que Henri Meschonnic appelle « […] l'insertion même de l'oral dans le visuel ». Pour cela, il étudie la mise en scène typographique du texte et, à partir du « blanc » qui joue un rôle dramatique en recevant le titre, les strophes, les vers, expose ses prolongements, par l'italique, la majuscule, le signe diacritique invitant le lecteur à « la prise en compte de multiples nuances », tout cela pour servir l'oralité, (« voir l'oral et entendre le visuel ») qui reste le but premier et ultime de la technique poétique de Robert Browning.

#### La chéironomie
La chéironomie ou « chironomie » » (développé au XVIIe siècle par John Bulwer) est définie comme le « jeu d'accompagnement avec les mains employé par les chefs de chœur », autrement dit les indications manuelles d'une partition. Henri Meschonnic applique le terme à la ponctuation et la typographie. Les deux vont de pair, explique Yann Tholoniat, puisque « la ponctuation, […] transcription d'effets de voix, […] est une partie de cet ensemble plus vaste qu'est la typographie ».
Browning en était lui-même si conscient qu'il prévient le lecteur que sa poésie donne à « entendre et à voir », et dans plusieurs de ses poèmes, il en fait état par l'exemple ; ainsi, dans The Inn Album (1875), v. 3 à 7, le locuteur décrit allégoriquement ce qui différencie graphiquement la poésie de la prose :
| I praise these poets: they leave margin-space; Each stanza seems to gather skirts around, And primly, trimly, keep the foot's confine, Modest and maidlike; lubber prose o'ersprawls And straddling stops the path from left to right. | Que soient loués ces poètes : eux laissent de la marge ; Chaque strophe semble ramasser ses jupes, Et taillée, soignée, maîtriser le pied, Pudique telle la pucelle ; la prose balourde, elle, s'étale, Enjambe la route qu'elle bouche de gauche à droite. |

#### La fonctionnalité
Qu'ils soient point, virgule, tiret ou parenthèses, leur usage n'est jamais gratuit, mais destiné à gérer le sens.

##### Points et virgule

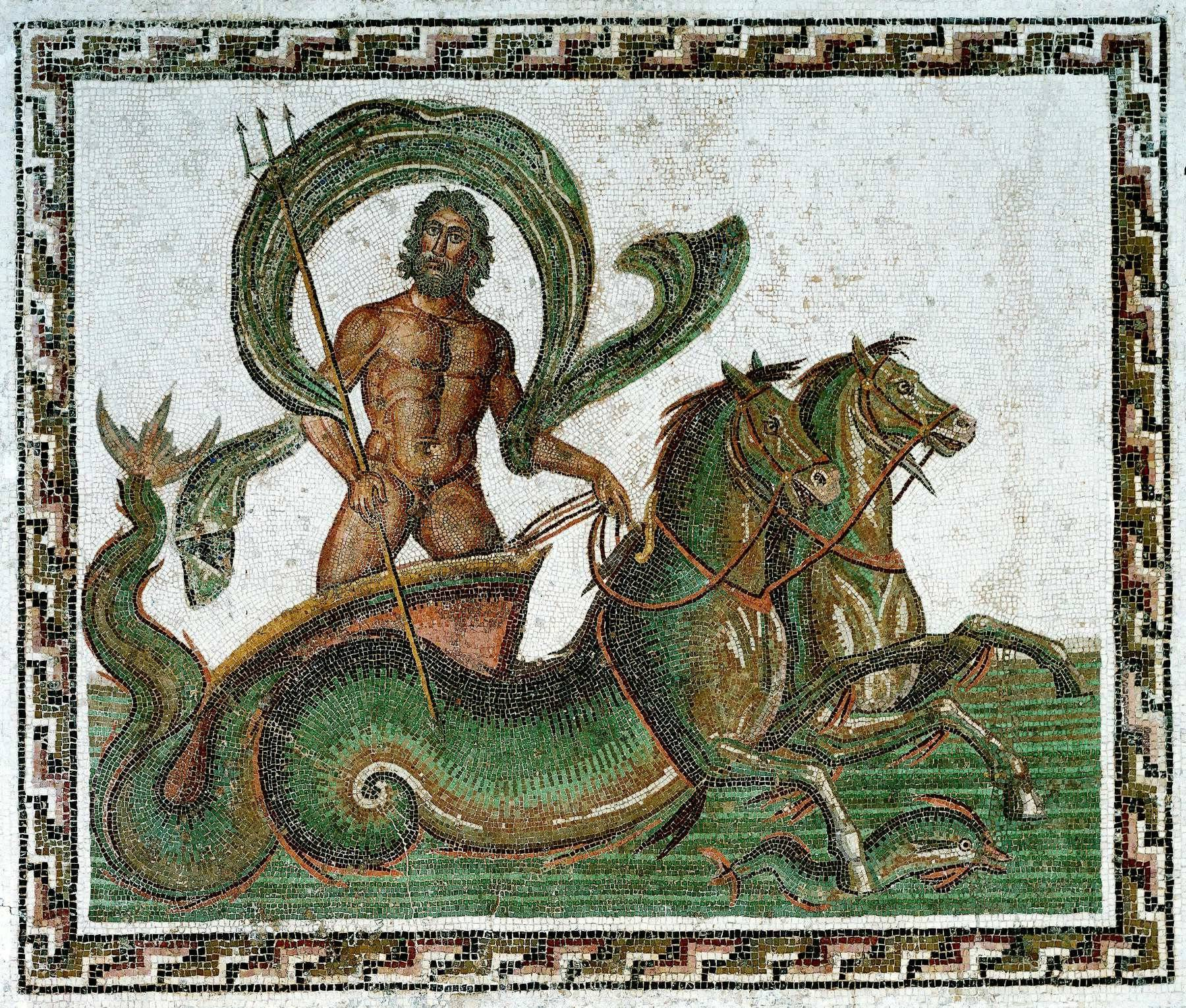
Neptune maîtrisant ses chevaux marins.

Le point scande la phrase, tel « des noires et des blanches dans le domaine musical ». Exemple minimal : le So He. de Caliban upon Setebos, tournure sans verbe, sans chair verbale, mais close par un point, qui énonce comme une loi naturelle l'arbitraire de l'univers pré-rationnel de l'île. Quant aux virgules, elles servent souvent à l'enjambement. Ainsi, dans My Last Duchess, elles permettent à la syntaxe de déborder sans cesse le cadre métrique, créant une série d'enjambements, courants sur trente-sept vers, qui affirment l'emprise permanente du duc de Ferrare. En effet, ce dernier, témoignant par ce débordement calculé de son mépris des cadres et des règles (qu'il « enjambe » sans vergogne), affirme son emprise sur les êtres, ses duchesses, l'émissaire-allocutaire, le maître de ce dernier, les invités du rez-de-chaussée, ainsi que les événements, ses mariages, ses réceptions, ses décisions de vie ou de mort, ses choix artistiques enfin, dont la mention, en un épilogue séparé et rejeté en exergue final, du Neptune de Claus von Innsbruck, rappelle une dernière fois son autocratique puissance.
Variante du point, le point d'exclamation est fréquent et sa position, elle aussi, stratégique. Situé le plus souvent à l'incipit et à l'envoi, il « lance et […] clôt le poème ». Ainsi le premier vers de Fra Lippo Lippi : I am poor brother Lippo, by your leave!, et le dernier de My Last Duchess, (vers 56) : Which Claus of Innsbruck cast in bronze for me!. En cela, ce signe agit comme une captatio benevolentiae, cette formule oratoire permettant d'attirer l'attention de l'interlocuteur,. De même, le point d'interrogation, souvent théâtral comme dans certains apartés : « Qu'est-ce qu'il serine à mes oreilles ? », (Confessions), est essentiellement un facteur de mise en scène, dans la mesure où il comporte une nuance mélodique ; en anglais la tonalité est en général descendante pour les énoncés neutres mais, parfois, montante pour d'autres, avec une infinité de combinaisons possibles selon le contexte événementiel, social et personnel. Il n'est pas rare qu'il serve à condenser et ainsi renforcer l'impact de la formulation : « Craindre la mort ? », (Prospice), « M'échapper ? », (Life in a love), ou qu'il souligne l'embarras, la nécessaire dilution dilatoire du discours pour que se reprenne l'esprit : « Parbleu, qu'est-ce qu'il y a de mal ? vous (sic, sans la majuscule) croyez voir un moine ! » (Zooks, what's to blame ? you think you see a monk !), Fra Lippo Lippi, v. 3. Commentant l'interrogation, Yann Tholoniat la qualifie de « montante » sur blame « du fait du signe de ponctuation »,.

##### Tiret et parenthèses
Le tiret, fort utilisé par Browning, souvent décrié comme témoin d'une ponctuation paresseuse, longtemps considéré comme simple virgule chez le poète, est réhabilité par l'analyse de Yann Tholoniat, qui le restitue dans son rôle : « […] rendre la fluidité complexe de la voix et de ses élans, […] marquer l'évolution des sentiments, leurs revirements, enfin […] suivre au plus près les mouvements d'humeur ». Ainsi, dans A Toccata of Galuppi's, le discours du locuteur alors plongé dans une rêverie, devient un dialogue emboîté, sans qu'on sache s'il appartient à l'imagination du peintre en train de se déployer à haute voix, ou à la réalité de la situation : « Fus-tu heureux ? - Oui. - Et es-tu toujours aussi heureux ? - Oui. Et toi ? / Alors, encore des bisous ! - Les ai-je jamais interrompus, ces millions qui semblaient si peu ? », v. 22-23. Dans cette mise des paroles sur un même vers, sans que soit respectée la traditionnelle mise à la ligne, Yann Tholoniat voit un effet de « concentration polyphonique ».
Dans My Last Duchess, on trouve un ensemble de parenthèses célèbres : […] since none puts by / The curtain I have drawn for you, but I (« […] car personne d'autre ne tire / Le rideau, comme je viens de le faire pour vous »). Les parenthèses, ici, servent un geste oratoire, soigneusement étudié dans la mise en scène du duc, sorte d'emphase typographique destinée à faire surgir de façon théâtrale l'image de la duchesse qu'à ce stade du monologue, on sait défunte et qu'on apprendra vite avoir été assassinée. En cela, elles aussi participent « pleinement des effets d'oralité ».

### Pittoresque valant représentation
Avec cette langue, le style devient d'emblée pittoresque. En témoigne, entre autres, le rythme imparti à How They Brought the Good News from Ghent to Aix, strophe I, vers 1-4, qui reproduit un « canter » (petit galop) de cheval, même si, en fait, on est censé aller au grand galop. Ainsi : I sprang to the stirrup, and Joris, and he; / I galloped, Dirck galloped, we galloped all three; / Good speed ! cried the watch, as the gate-bolts undrew; / Speed ! echoed the wall to us galloping through. Pour autant, le pittoresque de Browning n'a, le plus souvent, rien de romantique. Il a une valeur de représentation. Représentation, par exemple, du dynamisme de la nature comme dans Love Among the Ruins (v.17), où chaque avancée des plantes fait l'objet de verbes différents (overscoring, overspeading, patching, etc) s'ajoutant l'un l'autre. Ou encore du rythme perpétuel de marche en avant de Fra Lippo Lippi, donnant à voir et entendre l'urgence du moine-peintre, comme si chaque phrase recevait son surplus d'énergie. D'où les exclamations, les digressions hâtives, les apartés, les réponses à des questions à peine posées. « Si bien, écrit Yann Tholoniat, que le rythme s'éloigne du schéma temps fort - temps faible, l'oralité propre du locuteur imposant sa loi ». Et il ajoute : « […] [l]e rythme pour Browning n’est pas binaire, flux et reflux, temps fort / temps faible - et c’est cette conception du rythme qu’il casse. Pour Browning, le rythme est l’étincelle qui jaillit de la friction entre la syntaxe, la rime, la forme et le mètre, mais aussi la mise en page ».
Ce pittoresque, aussi, s'évade sans cesse vers la vision, la réalité dont traite Browning se faisant signe. Ainsi, dans Love Among the Ruins, strophe IV, surgit une petite tour isolée, the turret, qui, très vite, apparaît sublime (sprang sublime). Cette sublimité est ensuite transférée dans le regard de la jeune fille qui attend dans la petite tour avec des « yeux ardents » (eager eyes), strophe V, si bien que les mots prennent à rebours une signification symbolique. Les verbes, en particulier, se font souvent métaphores : ainsi, toujours dans Love Among the Ruins, strophe VI, « Avant de nous précipiter, avant d'éteindre notre regard et notre parole / L'un sur l'autre » (« Ere we rush, ere we extinguish sight and speech / Each on each »), « extinguish », ici, impliquant la notion de feu.

### Humour, comique et optimisme

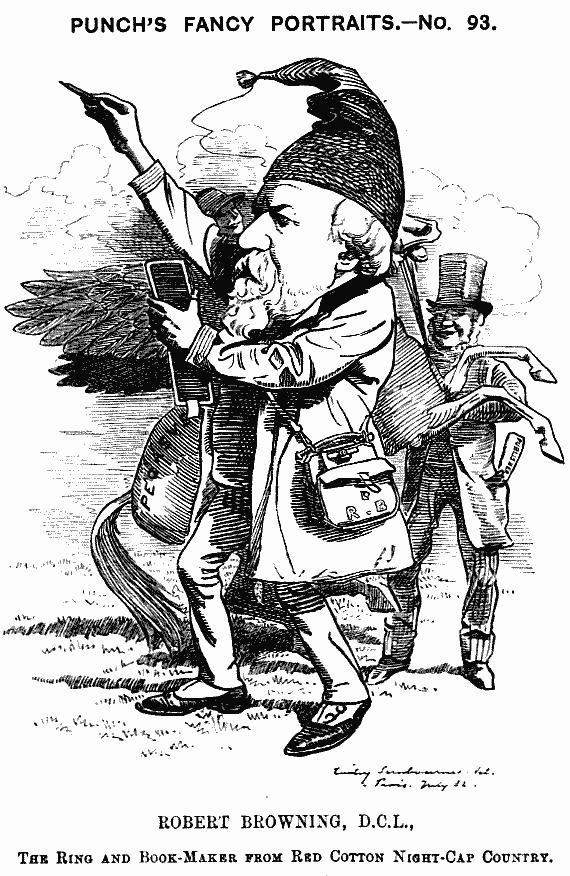
Robert Browning, caricature de Punch, 1881.

Le tempérament comique et optimiste de Browning s'affiche dans nombre de poèmes, dont certains, par leur exubérance imaginative, rappellent les illustrateurs du XIXe siècle et aussi du siècle précédent. Tel est le cas de Nationality in Drinks, qui compare les boissons préférées de plusieurs pays sur un mode héroïcomique, avec son protagoniste Tokay sautant sur la table et se livrant à des pitreries gestuelles et verbales sans fin. John Lucas écrit que ce « tour de force comique » lui rappelle, par sa verve exubérante, Christopher Smart (1722-1771), illustrateur que Browning admirait, en particulier son mad Kit Smart, et aussi George Cruikshank dont l'« Alphabet comique » transforme les lettres de l'alphabet en éléments de jeu pour d'infinies combinaisons.
À cela s'ajoute, même dans les poèmes les plus sérieux, une touche d'humour quasi permanente. Les personnages de Browning, les plus doux comme les plus sinistres, sont eux aussi des optimistes : ainsi Roland, tourmenté par la nature et par sa quête, accepte son sort sans broncher, ponctuant sa marche de plaisanteries sur ses malheurs et le duc de Ferrare, qui a assassiné sa jeune épouse, affiche une immense confiance en son avenir puisqu'il est en train de sceller son prochain mariage. Enfin, comme l'a montré Yann Tholoniat, certains poèmes de Browning, par exemple Up at a Villa, Down in the City, Fra Lippo Lippi, possèdent une « énergie comique » (vis comica) « […] qui a sans doute contribué, à une époque assez sérieuse dans sa conception de la poésie, à une bonne part d’incompréhension envers lui ». Ce comique provient d'une « décharge d’énergie suite à une tension psychologique à partir d’un décalage de points de vue ou un décalage entre aguiche et résultat ». Il se manifeste par un « rythme de percussion (beat) en contrepoint du rythme poétique ».

## Versification
Dans The Last Ride Together, Browning expose sa conception de la versification, v. 67-71 :
| What does it all mean, poet? Well, Your brains beat into rhythm, you tell What we felt only; you expressed You hold things beautiful the best, And pace them in rhyme so, side by side. | Qu'est-ce que tout cela veut dire, poète ? Eh bien, Ton esprit martèle en rythme, tu dis Ce que nous n'avons que ressenti ; tu as montré Que tu tiens les choses de beauté au plus haut, Et qu'ainsi, côte à côte, tu les mets au pas avec la rime. |

Pourtant, selon une conception tenace de la critique, Browning se sert de la poésie, comme l'écrit Henry James, « pour écrire en prose », « d'où, ajoute Richard Blin, cette hardiesse dans la coupe et l'enjambement, ces déhanchements, cette boiterie qui caractérise son vers »,. Aussi, comme l'avait souligné G. K. Chesterton en 1903, son vers, « dans la mesure où il est grotesque, n'est pas complexe ni artificiel ; il est naturel, il est dans la légitime tradition de la nature. Le vers s'étend comme les arbres, danse comme la poussière ; il est déchiqueté comme le nuage d'orage, il est mal équilibré comme le champignon vénéneux. L'énergie qui méconnaît les canons de l'art classique est dans la nature comme dans Browning ».
Cette idée d'une prose mise en vers date du vivant même de Browning qui le déplorait. « Avez-vous vu la Edinburg [sic] qui dit que toute ma poésie se résume en Bang whang, whang, goes the Drum? », avait-il écrit en 1864 lors de la critique consacrée à Up at the Villa - Down in the City. Ce préjugé, fondé sur l'ignorance totale du matériau phonique, est de plus en plus battu en brèche dans de récents travaux, en particulier français, ceux de Charles Perquin (université de Lyon-II), de Fabienne Moine (université de Paris-X-Nanterre), et surtout de Yann Tholoniat (université de Strasbourg). Ces universitaires privilégient « l'oralité » de cette poésie et montrent que son attirail technique si divers (Harlan Henthorne Hatcher recense plus de quatre-vingts combinaisons d'accents dans le seul pentamètre iambique de Browning) sert « une expressivité puissante qui se met au service de la voix ». « Dans [ce] domaine, écrit Yann Tholoniat, l'inventivité du poète n'a d'égale que l'expressivité […] avec laquelle il s'emploie à organiser un rythme propre au locuteur ».

### Variété des schémas

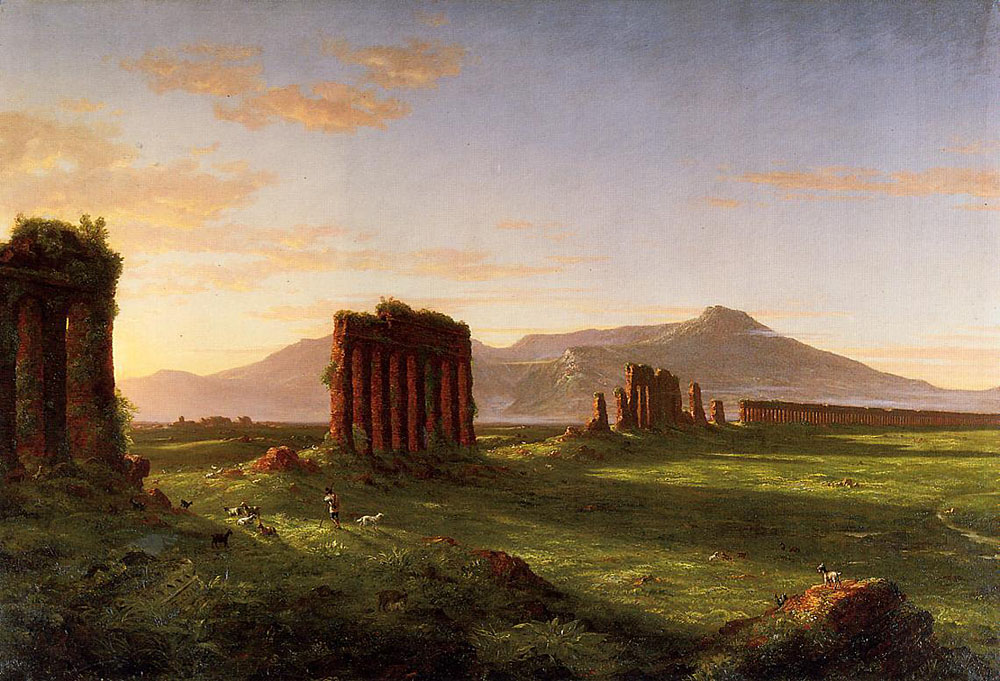
Roman Campagna (La Campagne romaine), peinte par Thomas Cole en 1843.

Ces locuteurs si divers et la pléthore des sujets dont ils traitent appellent forcément des schémas de versification extrêmement variés. Browning parcourt toute la gamme métrique depuis le monomètre (The Pied Piper of Hamelin) jusqu'au pentamètre en anapestes de How They Brought the Good News to Ghent ou de Saul.

#### Les constantes
Toutefois, quelques constantes apparaissent : pour les pastorales et les élégies (Love Among the Ruins, A Toccata of Galuppi's, Serenade at the Villa, etc.), Browning préfère, semble-t-il, le rythme trochaïque [— u], ce qui se démarque de la tradition, le trochée relevant plutôt de la langue parlée par la prédominance des mots d'origine saxonne à tonique sur la première syllabe (les poèmes « n'oublient » jamais qu'ils sont des monologues) ; les poèmes d'amour (By the Fireside, Two in the Campagna, etc.) privilégient plutôt le rythme binaire opposé, iambique [u —], d'habitude réservé aux développements narratifs (comme, d'ailleurs, le rythme anapestique [u u —] ; les grands poèmes psychologiques (Fra Lippo Lippi, Andrea del Sarto, An Epistle Containing the Strange Medical Experience of Karshish, the Arab Physician, How it Strikes a Contemporary, etc.) sont le plus souvent écrits en vers blancs (blank verse), pentamètres iambiques [— u] non rimés, le vers le plus utilisé dans la poésie anglaise. Selon Marc Porée, la puissance rythmique du vers blanc de Browning « use à satiété de toutes les ressources allitératives de l’anglais, multiplie les anacoluthes, élide articles et conjonctions comme s’il s’efforçait de développer sa grammaire propre ».
Ainsi en est-il, par exemple, de Fra Lippo Lippi dont le locuteur ne se fait pas faute de rompre le schéma iambique pour apostropher son allocutaire par une anaphore (répétition de you en début de vers conduisant à un spondée appuyé : You tell, You don't, You do, You find), donnant à son discours une allure de réquisitoire contre la société qui l'opprime, v. 261-264 :
| You tell too many lies and hurt yourself: You don't like what you only like too much, you do like what, if given you at your word, You find abundantly detestable. | Tu dis trop de mensonges et tu te fais du mal : Tu n'aimes pas ce que tu n'aimes que trop, Tu aimes, ô combien ! si on te prend au mot, Ce que tu trouves éminemment détestable. |

#### Prédilection pour le grotesque

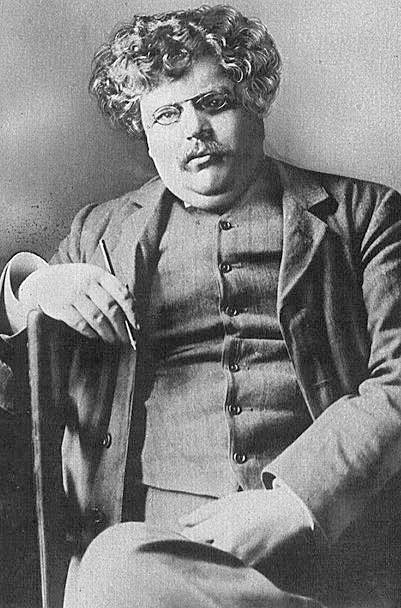
G. K. Chesterton en 1914.

La prédilection que Browning montre envers les formes du grotesque, le bancal (top-heavy), le dissymétrique (lop-sided), le conduit à utiliser des schémas de strophes très divers. À l'exception de The Statue and the Bust, composé en terza rima, avec sa rime entrelacée [aba / bcb / cdc / ded] et la dernière (d2-d3) se crochetant à la médiane des deux strophes précédentes (d1), les poèmes présentent des combinaisons originales. Ainsi, Love Among the Ruins comprend quatorze strophes (que Browning réduisit à sept en 1883) avec six vers de six pieds et deux vers rimés de deux pieds. Old Pictures in Florence est composé de strophes de huit pieds avec un schéma mixte de rythme iambique et anapestique, ce dernier dominant l'ensemble. Le rythme anapestique, il est vrai, peut se considérer comme une extension du rythme iambique dont il épouse la cadence tout en prolongeant l'amorce par une syllabe inaccentuée : de [u —] à [u u —]. A Grammarian's Funeral comporte une strophe de sept vers, dont cinq de rythme trochaïque [— u] et deux de rythme dactylique [— u u], le dactyle offrant au trochée le même prolongement que l'anapeste à l'iambe.

#### «Le frappé métrique» (Yann Tholoniat,op. cit., 2009,p.236)
Bien des poèmes de Browning sonnent et se meuvent comme des marches à pied ou à cheval, dont souvent ils portent le titre : Marching Along, Through the Metidja to Abd-el Kadr, How they Brought the Good News from Ghent to Aix, The Last Ride Together, etc. Le poète, selon certains témoignages, martelait les accents métriques lorsqu'il disait l'un de ses monologues, allant jusqu'à les battre au pied. Pour autant, il ne se sent pas rivé à un schéma précis et ne se prive pas de railler les versificateurs appliqués composant throughout timed by raps of the knuckles (« de bout en bout réglés par des tapes sur les doigts »), Pacchiarotto and How He Worked in Distemper et cetera, 1876, v.538. En fait, il n'a de cesse de recommander l'exceptionnel, l'inattendu : « L'exceptionnel donne de l'éclat » (Unexpectedness enhances […]), Asolando, v. 79, ou encore : « […] le rythme, je le casse, les temps, je les varie », ([…] rhythm I break, […] beats I vary), Parleyings with Certain People of Importance in Their Day, v. 315.
Ainsi, il lui arrive de modifier un schéma en cours de route. Par exemple, les pentamètres anapestiques de Saul se voient parfois mis à mal : As thy Love is discoverred almighty, almighty be proved / Thy power, that exists with and for it, of being Beloved!, v. 305-306 ; dans le vers 306, power, normalement étendu sur deux syllabes [pau-ə] doit se resserrer en une seule [pau] (isosyllabie), d'où une emphase accrue sur le mot qui concentre toute l'accentuation, ce qui fait dire à Yann Tholoniat qu'ici, « Le frappé métrique fonctionne comme un déictique dramatique, […] l'accent [devenant] un véritable morphème, puisqu'il remplit une fonction dans l'organisation syntaxique du discours ».

### Accompagnement et signe

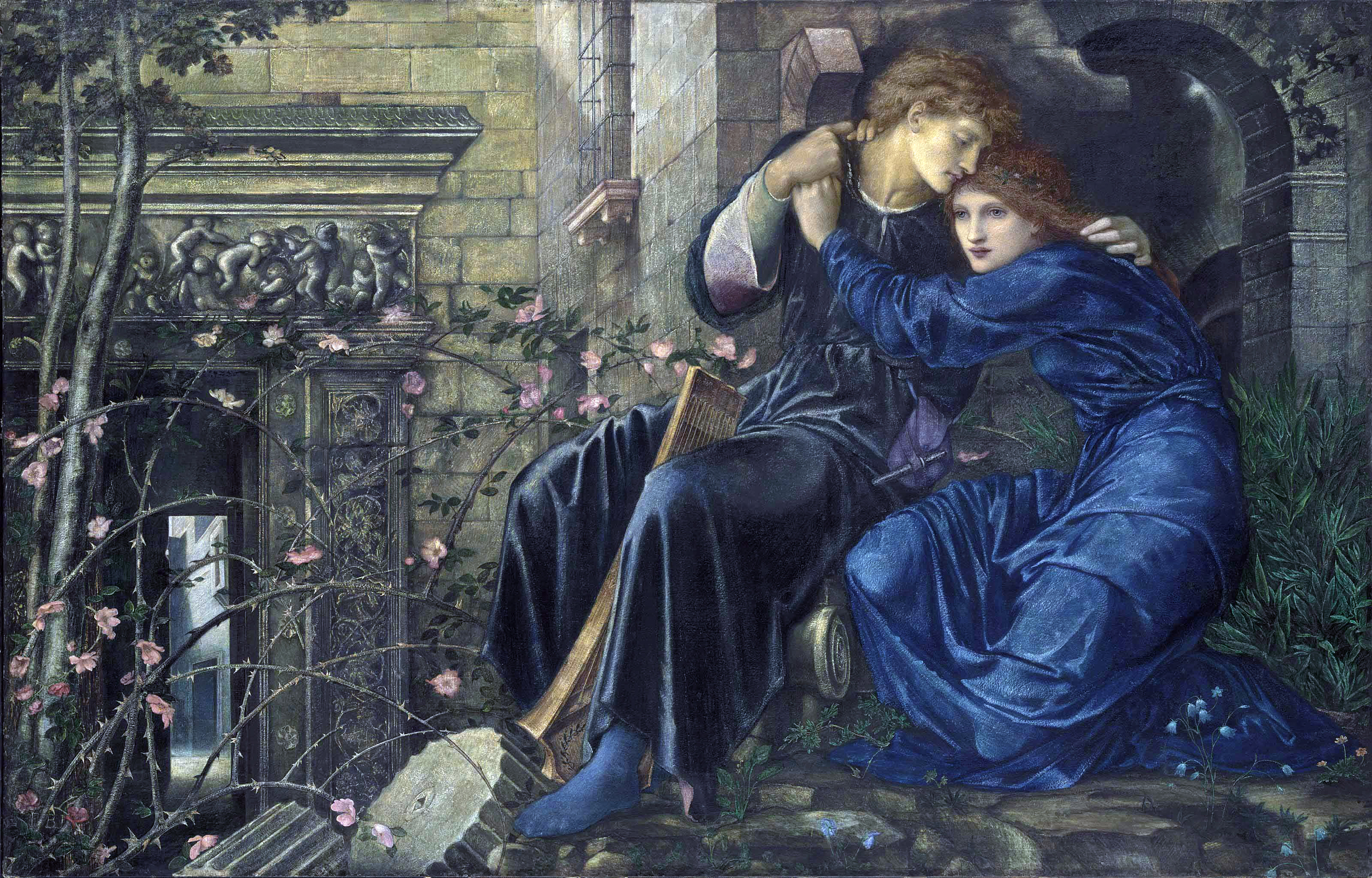
Love among the Ruins, tableau de Edward Burne-Jones.

Le schéma strophique et métrique remplit deux fonctions. Il sert d'abord d'accompagnement rythmique, donc auditif, à l'image visuelle que dégage le poème. Ainsi, dans Love Among the Ruins, le dimètre rimé ponctuant à retardement chaque hexamètre apporte un écho régulier au tintement du troupeau, évoquant sa progression dans le paysage : strophe I, Where the quiet-coloured end of evening smiles, /[ écho :] Miles and miles / On the solitary pastures where our sheep / [écho :] Half-asleep / Tinkle homeward thro' the twilight, stray or stop / [écho :] As they crop —.
Cependant, au-delà de son rôle figuratif, le choix de la strophe et de la métrique du vers se fait révélateur du message, ayant à ce compte un rôle de symbole. Dans Childe Roland to the Dark Tower Came, strophe I, le rythme iambique et son inexorable poussée, de même que le cadenassage syncopé de la rime en a b b a a, représentent le lent mouvement de l'écuyer et aussi l'inévitabilité de sa quête : My first thought was, he lied in every word, / That hoary cripple, with malicious eye / Askance to watch the working of his lie / On mine, and mouth scarce able to afford. / Suppression of the glee, that pursed and scored , etc.). De même, dans By the Fireside, strophe XII, le rythme iambique (et ses nombreuses substitutions, soit passagères comme la spondaïque [— —] ou la pyrrhique [u u], soit plus tenace, telle la trochaïque [— u]), l'association de quatre tétramètres et d'un dimètre, de même que la rime en a b a b a, apportent comme une arrière-pensée à chaque avancée végétale et, en parallèle de la réflexion, le rappel de la dernière rime scellant la strophe par un sentiment de finalité. Ainsi, That crimson the creeper's leaf across / Like a splash of blood, intense, abrupt, / O'er a shield else gold from rim to boss, / And lay it for show on the fairy-cupped / Elf-needled mat of moss.

## L'apothéose fuguée
C'est The Ring and the Book (1868-1869) qui constitue l'aboutissement de ce que Yann Tholoniat appelle « l'entreprise polyphonique de Robert Browning ». La forme éclatée de cet ensemble (douze livres, tous en forme de monologue dramatique) a de profondes racines en Browning ; pour ne citer que deux exemples, Pauline rappelle en ses vers 597-598 que le poète veut « Tous sentiments à égalité / Entendre toutes les parties », et dans Pippa Passes, les poèmes s'organisent par duos ou trios dialoguant entre eux. Avec The Ring and the Book, chaque livre présentant un locuteur différent, chaque livre aussi reprenant le propos précédent, « la polyphonie des voix inextricablement liées forme le contexte grâce auquel elles trouvent leur signification ». Un tel monument requiert une architecture sans cesse mouvante, en reformulation permanente ; c'est pourquoi Yann Tholoniat en est arrivé à la conclusion qu'il s'agit là d'un véritable art de la fugue.
Au livre XII, alors que son poème s'achève, Browning donne comme une clef de lecture, v. 860-863 :
| So, note by note, bring music from your mind, Deeper than ever the Andante dived, — So write a book shall mean, beyond the facts, Suffice the eye and save the soul beside. | Ainsi, note par note, que sorte de ton esprit la musique, Et pénètre plus profond que jamais Andante ne plongea, Ainsi écrire un livre signifiera, au-delà des faits, Satisfaire l'œil et sauver l'âme de surcroît. |

Il est intéressant de savoir que, dans le vers 861, Browning avait d'abord écrit Beethoven au lieu de Andante. De Beethoven, il connaissait, entre autres, l'opus 133, la Grande fugue, sixième et dernier mouvement du XIIIe quatuor, et la 32e sonate pour piano, qu'il admirait profondément et dont le premier mouvement, Allegro con brio e appassionato, est en partie fugato.
La fugue, en effet, n'a cessé de l'intriguer par son architecture mouvante, et pour décrire un avatar de la composition de The Ring and the Book, il utilise précisément une métaphore d'architecture ; la vérité qu'il croyait avoir exposée aussi solide que le granit, est devenue friable comme le grès : « Soubassement parti, pilier perdu, ne demeure que l'entablement, […] Malgré cet écroulement, ce seul abaque, / Le petit livre jaune carré, - [je] pourrais calculer / À partir de cela, du style les proportions perdues » (Base gone, shaft lost, only entablature, / […] For all the crumblement, only this abbacus, / This square yellow book, - [I] could calculate / By this the lost proportions of the style), v. 670 et 676-678.

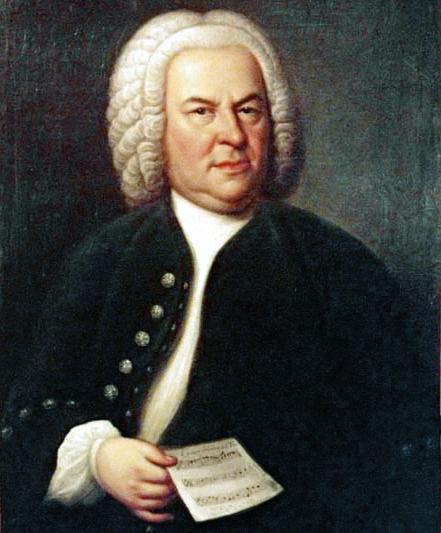
Johann Sebastian Bach en 1748, par Elias Gottlob Haussmann.

Le premier livre de The Ring and the Book offre le sujet matriciel à partir duquel surgiront tour à tour les voix qui s'en empareront. Cette matrice est énoncée par une voix du XIXe siècle dans laquelle plusieurs critiques ont cru reconnaître celle du poète,,. Cette voix résonnera à nouveau au dernier livre (XII), réitérant le sujet exposé dans le prélude, mais en miroir, avec un titre inversé « The Book and the Ring », en retrait cependant, occupant un nombre limité de vers, le reste étant dévolu à six documents qui reprennent les motifs des livres antérieurs. Il y a là, souligne Yann Tholoniat, un procédé de « strette », cette partie de fugue se plaçant « généralement à l'approche de la fin, comme point d'aboutissement du travail thématique accompli sur le sujet ». De plus, si Jean Sébastien Bach achève son Art de la fugue sur les quatre notes de son nom (B=si, A=la, C=ut, h=si bémol), Browning signe lui aussi son poème dont « les deux substantifs du titre reprennent dans l'ordre ses propres initiales », quitte à les inverser dans le dernier livre (XII), si bien qu'à R. B. (Robert Browning, The Ring and the Book) répond B. R. (Browning Robert, « The Book and the Ring »).
Aussi, comme dans la fugue où les voix entrent les unes après les autres, se mêlent et s'entrecroisent, dans ce recueil, tout ce « qui apparaît réapparaît, est réintégré, repris, modifié, nuancé, au moyen de répétitions, d'ajustements de focale, de reformulations, de décantations, de définitions ».

## Œuvres
Ont été retenues les œuvres citées ou utilisées pour la rédaction de l'article, classées par ordre chronologique et regroupées par recueil.

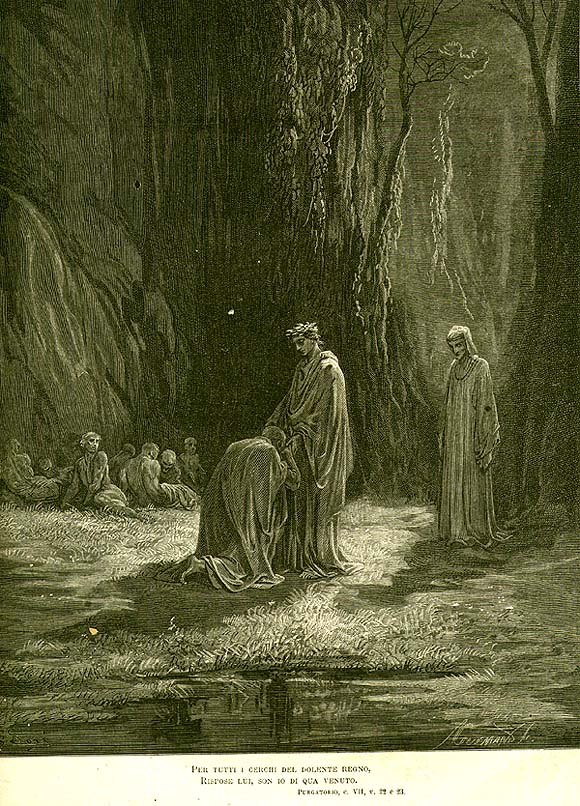
Le troubadour Sordello, par Gustave Doré.

### Poésies et drames
- Pauline : A Fragment of a Confession (« Pauline : Fragment de confession ») (1833)
- Paracelsus (1835)
- Sordello (1840)
- Bells and Pomegranates (« Clochettes et grenades »), No. I, « Pippa Passes » (« Pippa passe ») (pièce) (1841)
- Bells and Pomegranates, No. III, Dramatic Lyrics (« Poèmes dramatiques ») (1842)
  - Porphyria's Lover (L'Amant de Porphyria)
  - Soliloquy of the Spanish Cloister (« Soliloque du cloître espagnol »)
  - My Last Duchess (« Ma dernière duchesse »)
  - The Pied Piper of Hamelin (« Le Joueur de pipeau d'Hamelin »)
  - Johannes Agricola in Meditation (« Johannes Agricola médite »)
- Bells and Pomegranates No. VII, Dramatic Romances and Lyrics (« Poèmes et récits dramatiques ») (1845)
  - How They Brought the Good News from Ghent to Aix (« Comment ils apportèrent la bonne nouvelle de Gand à Aix »)
  - The Bishop Orders His Tomb at Saint Praxed's Church (« L'Évêque commande sa tombe à l'église de Saint Praxed »)
- Christmas-Eve and Easter-Day (« Veille de Noël et jour de Pâques ») (1850)
- Men and Women (Hommes et femmes) (1855)
  - Love Among the Ruins (« L'Amour parmi les ruines »)
  - Two in the Campagna (« À deux dans la Campagna [romaine] »)

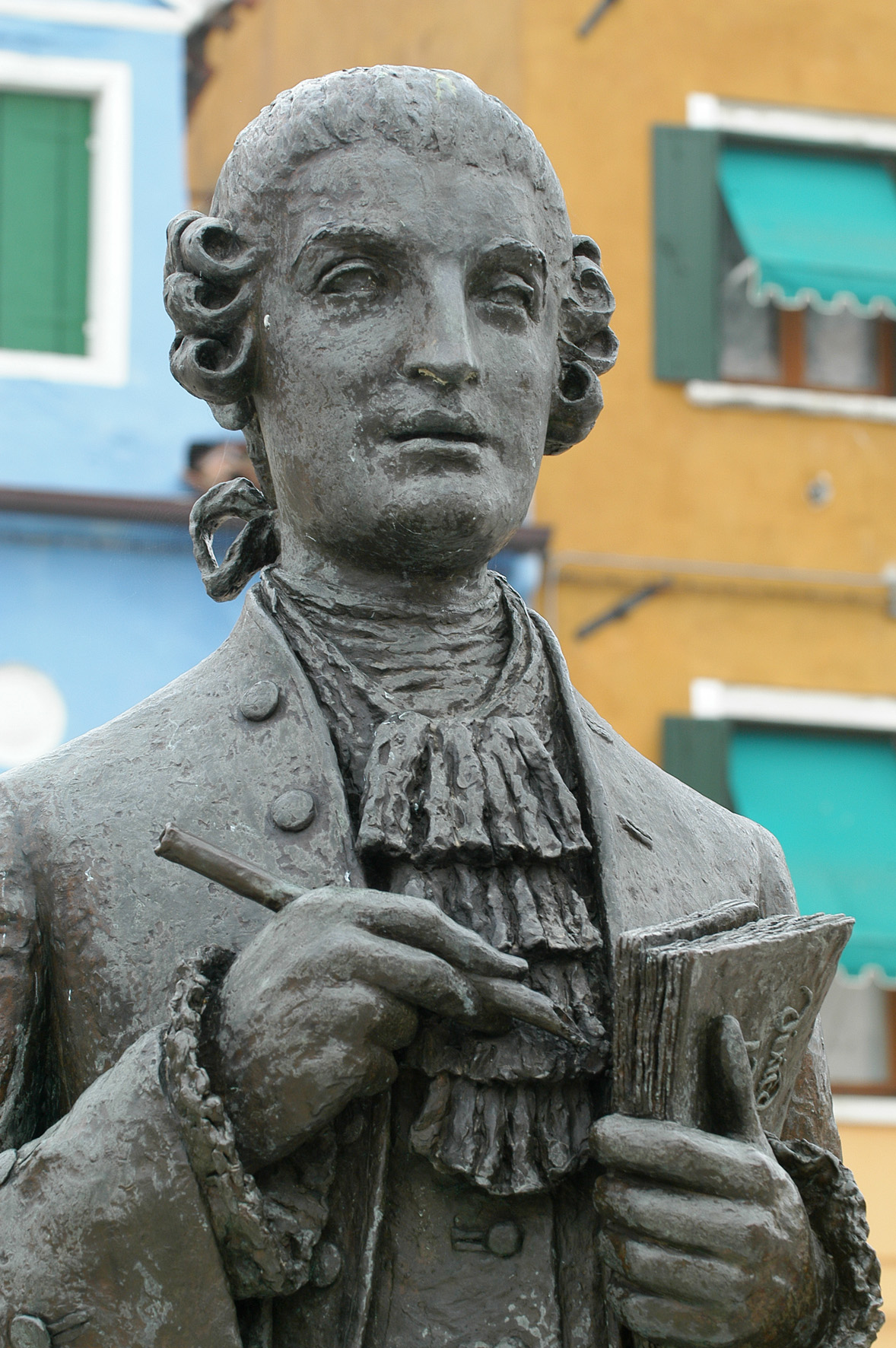
Baldassare Galuppi, statue à Burano.

- - The Last Ride Together (« La dernière chevauchée ensemble »)
  - A Toccata of Galuppi's (« Toccata de Galuppi »)
  - Childe Roland to the Dark Tower Came (« L'écuyer Roland à la Tour noire s'en est venu »)
  - Fra Lippo Lippi
  - Andrea del Sarto
  - A Grammarian's Funeral (« Obsèques d'un grammairien »)
  - An Epistle Containing the Strange Medical Experience of Karshish, the Arab Physician (« Épître contenant l'étrange expérience médicale de Karshish, le médecin arabe »)
- Dramatis Personae (1864)
  - Caliban upon Setebos (« Caliban sur Setebos »)
  - Rabbi Ben Ezra (« Le Rabbin Ben Ezra »)
- The Ring and the Book (1868-1869) (« L'Anneau et le Livre »)
- Balaustion's Adventure (1871) (« L'Aventure de Balaustion »)
- Aristophanes' Apology (« L'Apologie d'Aristophane ») (1875)
- Pacchiarotto, and How He Worked in Distemper (« Piacchiarotto, ou Comment il travailla dans la mauvaise humeur ») (1876)
- The Agamemnon of Aeschylus (« L'Agamemnon d'Eschyle »), (1877)
- Dramatic Idylls (« Idylles dramatiques »), (1879)
- Dramatic Idylls, Second Series (Idylles dramatiques, 2e série »), (1880)
- Jocoseria (1883)
- Parleyings with Certain People of Importance In Their Day (« Discussions avec certaines personnes d'importance en leur temps »), (1887)
- Asolando (1889)

### Correspondance
- Letters from Robert Browning, Collected By Thomas J. Wise (« Lettres de Robert Browning, réunies par Thomas J. Wise », (1933).
- New Letters from Robert Browning (« Nouvelles lettres ») (1950).
- Dearest Isa: Browning's Letters to Isa Blagden (« Très chère Isa : lettres de Robert Browning à Isa Blagden ») (1951).
- Learned Lady: Letters from Robert Browning to Mrs. Thomas Fitzgerald 1876-1889 (« Une dame érudite : lettres de Robert Browning à Mrs Thomas Fitzgerald 1876-1889 »), (1966).
- The Letters of Robert Browning and Elizabeth Barrett, 1845-1846 (« Les lettres de Robert Browning et Elizabeth Barrett ») (1969).
- Thomas Jones, The Divine Order: Sermons (« Thomas Jones, L'ordre divin : sermons ») (1884).

### Œuvres disponibles en français

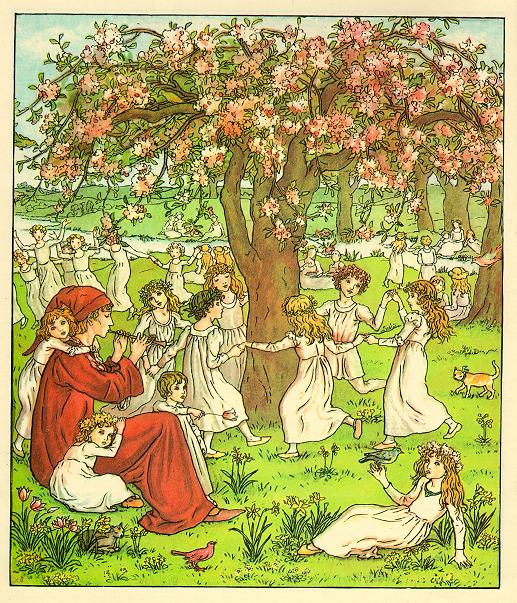
Kate Greenaway :The Pied Piper of Hamelin, (« Le joueur de pipeau d'Hamelin »), frontispice.

- (fr) Robert Browning (trad. Louis Cazamian), Hommes et Femmes, Poèmes choisis, Paris, Fernand Aubier, Éditions Montaigne, 1938.
- (fr) Le joueur de pipeau d'Hamelin, illustrations de Kate Greeneway, École des Loisirs, Paris, 2005.
- (fr) L'Anneau et le Livre (1868-1869), édition bilingue, traduction et étude documentaire par Georges Connes, préface de Marc Porée, Le Bruit du temps, Paris, 2009.

### Enregistrement de la voix de Robert Browning
La voix de Robert Browning a été enregistrée avec un phonographe à rouleau Edison lors d'un dîner donné le 7 avril 1889 chez le peintre Rudolph Lehman. Browning récite un extrait de How They Brought the Good News from Ghent to Aix et on y entend ses excuses quand il oublie certaines parties du texte. Cet enregistrement, qui existe toujours, fut à nouveau écouté en 1890, le jour anniversaire de sa mort, à l'occasion d'un hommage rendu par ses admirateurs, et l'on put dire que c'était la première fois qu'on entendait une voix venue d'outre-tombe,. Indépendamment de l'aspect anecdotique, il est intéressant d'écouter un rendu direct du rythme par l'auteur du poème.